# Mercedes-Benz Baureihe 210
| Sterne im Euro-NCAP-Crashtest |

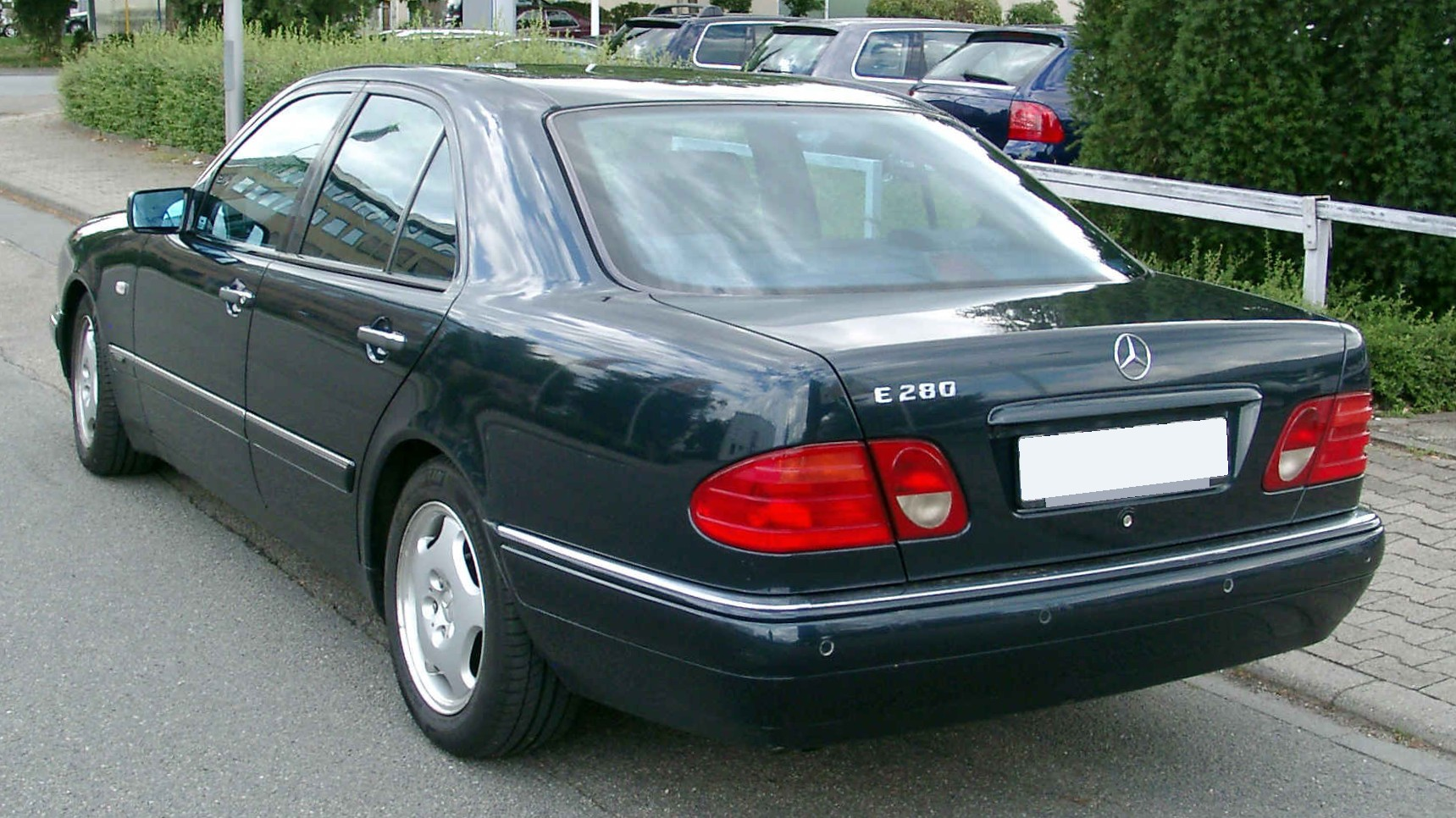
Heckansicht

Die E-Klasse der Baureihe 210 ist ein Fahrzeugmodell der oberen Mittelklasse von Mercedes-Benz. Sie wurde als Nachfolger der Baureihe 124 im Mai 1995 vorgestellt.
Anders als das Vorgängermodell hat diese Baureihe eine auffällige Form mit elliptischen Scheinwerfergläsern, die als „Vieraugengesicht“ bekannt wurde. Die E-Klasse gab es zunächst als Limousine mit Stufenheck, ab Juni 1996 auch als Kombi (T-Modell).
Im März 2002 wurde die Baureihe 210 durch die Baureihe 211 abgelöst; das T-Modell erhielt seinen Nachfolger im Dezember desselben Jahres. In diesem Zeitraum liefen 1.653.437 Einheiten von den Montagebändern in Sindelfingen, Rastatt und Graz.

## Modellgeschichte

### Allgemeines
Mit der Vorstellung im Frühjahr 1995 folgte die neue E-Klasse der Baureihe 124 nach. Im Gegensatz zum eher konservativen Design des Vorgängers gab Mercedes-Benz diesem Modell eine neue Formensprache. Vier elliptische Scheinwerfer in der Fahrzeugfront und weichere Linien sorgen für eine dynamische Erscheinung. Das Fahrzeugdesign wurde mit dem Red Dot Design Award ausgezeichnet. Die Form der Karosserie ist nicht nur unverwechselbar, sie hat auch einen niedrigen Luftwiderstand (Cw=0,27). Zur Lackierung wurden Lacke auf Wasserbasis verwendet.
In der E-Klasse wurde das bereits aus der C-Klasse bekannte Konzept der Design- und Ausstattungslinien übernommen. Das Basismodell bildet die Linie „Classic“, während „Elegance“ und „Avantgarde“ aufpreispflichtig waren.
Der Innenraum wurde wuchtiger und rundlicher gestaltet. Es kam weiterhin wie im Vorgänger W 124 eine für Fahrer und Beifahrer getrennt regelbare Heizung zum Einsatz, die serienmäßig mit Staubfilter und einer Umluftfunktion ausgerüstet war. Nach wie vor gab es Echtholz-Zierelemente im Innenraum, bei denen die Aussparungen für die Schalter je nach Ausstattungsumfang individuell ausgefräst wurden. Somit finden sich keine Leerkappen, die fehlende Ausstattung indizieren. Das elektronische Kombiinstrument hat eine Beleuchtung in Durchlichttechnik; die Kilometeranzeigen sind seither digital. Lampenausfälle werden durch eine Warnlampe angezeigt. Ein pneumatisches System treibt die Leuchtweitenregulierung, die Zentralverriegelung und die optionalen abklappbaren Fondkopfstützen an.

### Technik
Eine Reihe von Systemen wurden bei Mercedes-Benz erstmals in der E-Klasse gegen Aufpreis angeboten. So fanden sich auf der Aufpreisliste ein Regensensor, eine Klimatisierungsautomatik mit Luftgütesensor und die Einparkhilfe Parktronic. Die Serienausstattung der E-Klasse wurde erheblich aufgewertet. Bei der Baureihe 210 gehören das elektronische Traktionssystem ETS, elektrische Fensterheber vorn und hinten, Außentemperaturanzeige und eine dritte Bremsleuchte auf der Hutablage zu den Serienumfängen.
Zum Marktstart gab es im Wesentlichen bekannte Motoren aus dem Vorgängermodell und der C-Klasse oder Weiterentwicklungen. Lediglich das Modell E 290 Turbodiesel war mit seinem OM 602 DE 29 LA-Motor mit direkter Einspritzung eine grundlegende Neuerung. In Deutschland nicht angeboten wurde der E 200 Kompressor. Dieser Ableger der Motorenreihe M 111 wird durch einen Kompressor aufgeladen und wurde in Ländern mit hoher Hubraumbesteuerung verkauft. Bei den meisten Modellen war das Fünfgang-Schaltgetriebe serienmäßig. Gegen Aufpreis oder bei den größeren Ottomotoren serienmäßig wurden Vier- oder Fünfgangautomatikgetriebe eingebaut.
Die Fünflenker-Hinterradaufhängung, die Mercedes-Benz mit der Verkaufsbezeichnung „Raumlenkerachse“ 1982 im W 201 erstmals in Serie brachte und ebenso in der Vorgängerbaureihe 124 verwendete, wurde abermals angepasst und weiterentwickelt. Die Dämpferbein-Vorderradaufhängung, ebenfalls zuerst '82 im W 201 präsentiert und auch in der Vorgängerbaureihe 124 verbaut, wurde durch eine aufwändigere Doppelquerlenker-Vorderradaufhängung ersetzt. Diese ähnelt stark der Doppelquerlenkerachse der Baureihe 202, die 1993 ihren Marktstart hatte. Bei dieser Konstruktion müssen die Stoßdämpfer nicht die Räder führen und Biegemomente übertragen. Mit Rückkehr zum Doppelquerlenker wurde der Abrollkomfort erhöht. Die Konstruktion mit Doppelquerlenkern reduziert weiterhin das Nickmoment, z. B. beim Bremsen. Die vorige Kugelumlauflenkung wich einer Zahnstangenlenkung, die ein direkteres Lenkgefühl vermittelt. Unterstützt wird sie durch die serienmäßige Lenkhilfe, die gegen Aufpreis auch als „Parameterlenkung“ mit geschwindigkeitsabhängiger Lenkunterstützung erhältlich war.

### Varianten
Zum Verkaufsstart der E-Klasse am 15. Mai 1995 waren mit Benzinmotor die Modelle E 200, E 230 und E 320, mit Dieselmotor E 220 Diesel und E 300 Diesel erhältlich. Exklusiv für den Export gab es ab Marktstart die Modelle E 200 Kompressor und E 250 Diesel. Ab September 1995 wurde das Angebot um die Varianten E 280, E 420 und E 290 Turbodiesel erweitert. Als besonders leistungsstarkes Modell wurde der E 50 AMG eingeführt. Neben dem leistungsstarken Motor und speziellem Fahrwerk grenzt sich dieses Fahrzeug durch ein AMG-Ausstattungspaket optisch von der restlichen Baureihe ab.
Ab dem Jahr 1996 war das T-Modell als E 200 T, E 230 T, E 420 T und E 290 Turbodiesel T erhältlich. Auch hier gab es die Exportmodelle E 200 Kompressor T und E 250 Diesel T. Darüber hinaus wurde für den portugiesischen Markt die Limousine als E 200 Diesel angeboten. Ebenfalls ab diesem Zeitpunkt erhältlich war die Taxiversion des E 220 Diesel. Der Motor dieses Typs ist leistungsreduziert und für den Betrieb mit Biodiesel geeignet. In diesem Jahr lief auch die Produktion der Fahrgestelle an.

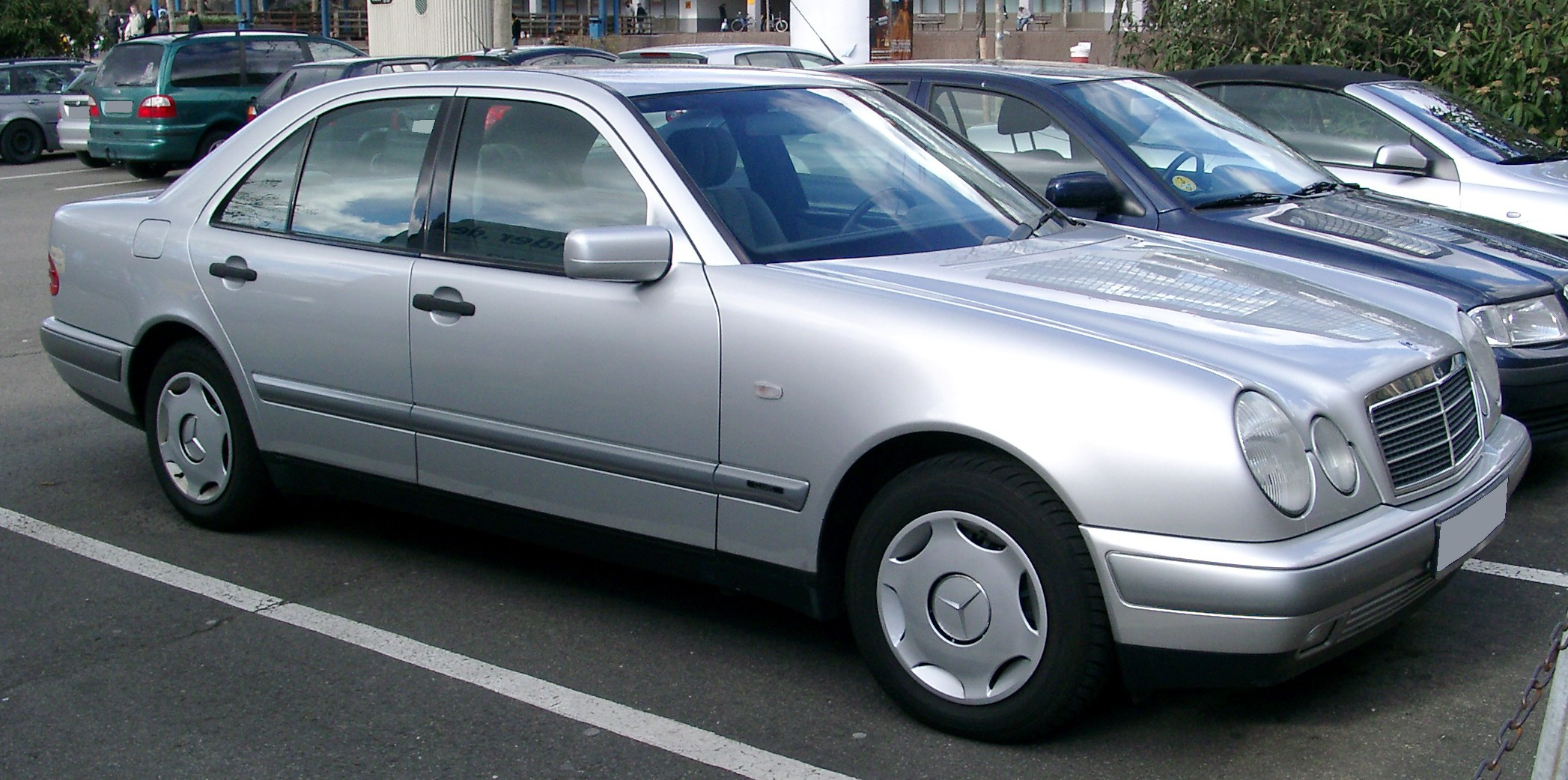
E-Klasse (1995–1999)
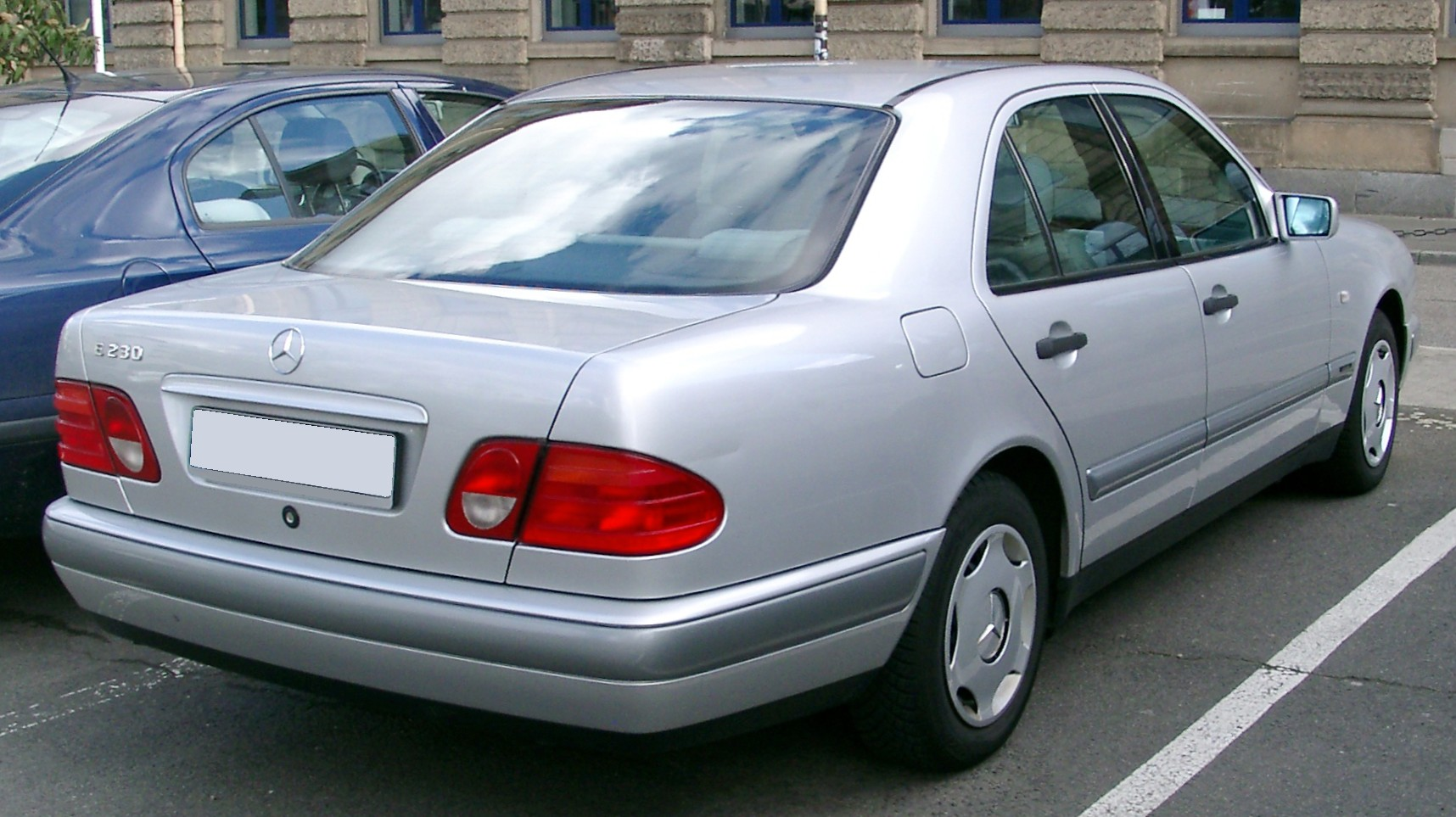
Heckansicht
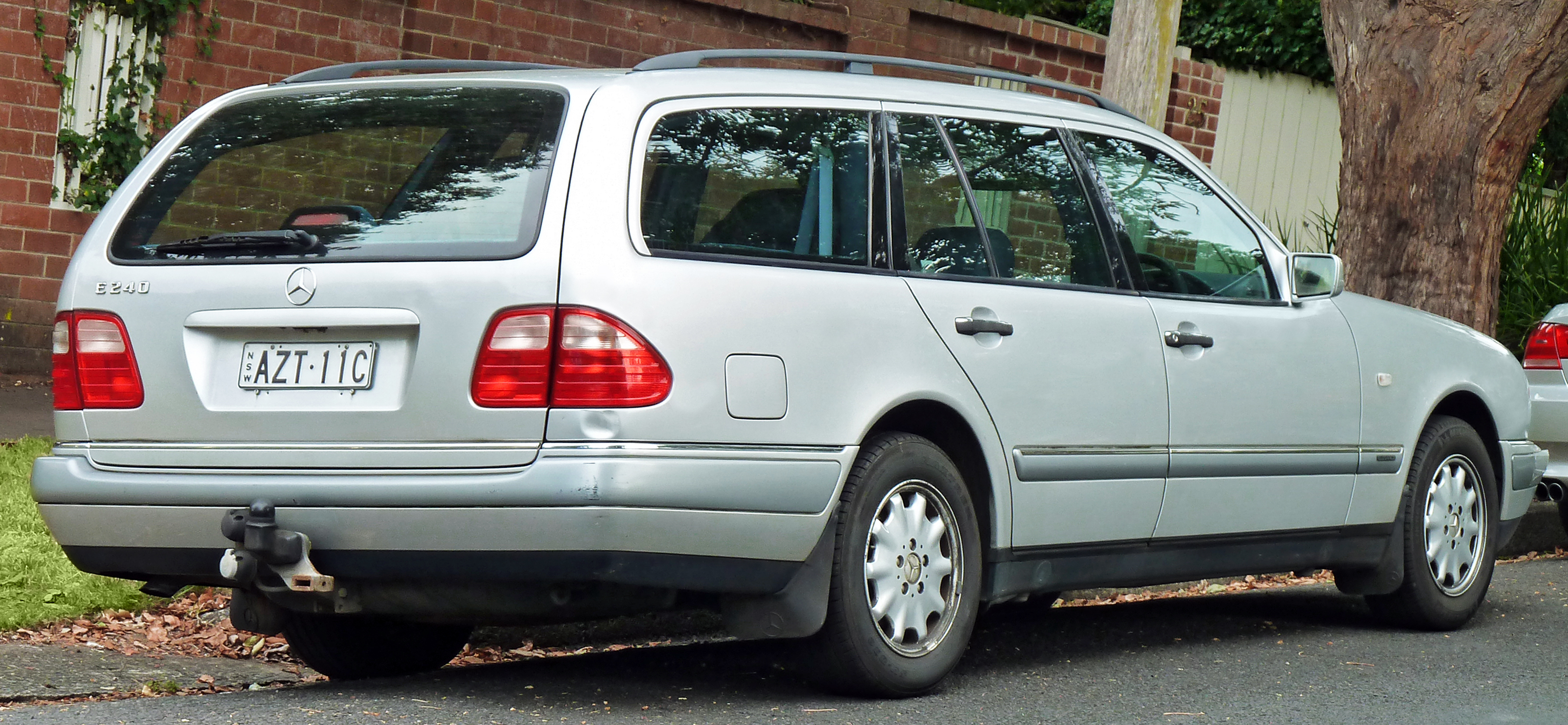
E 240 T-Modell (1996–1999)
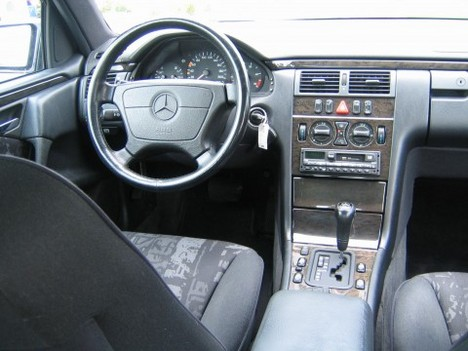
Avantgarde-Innenraum
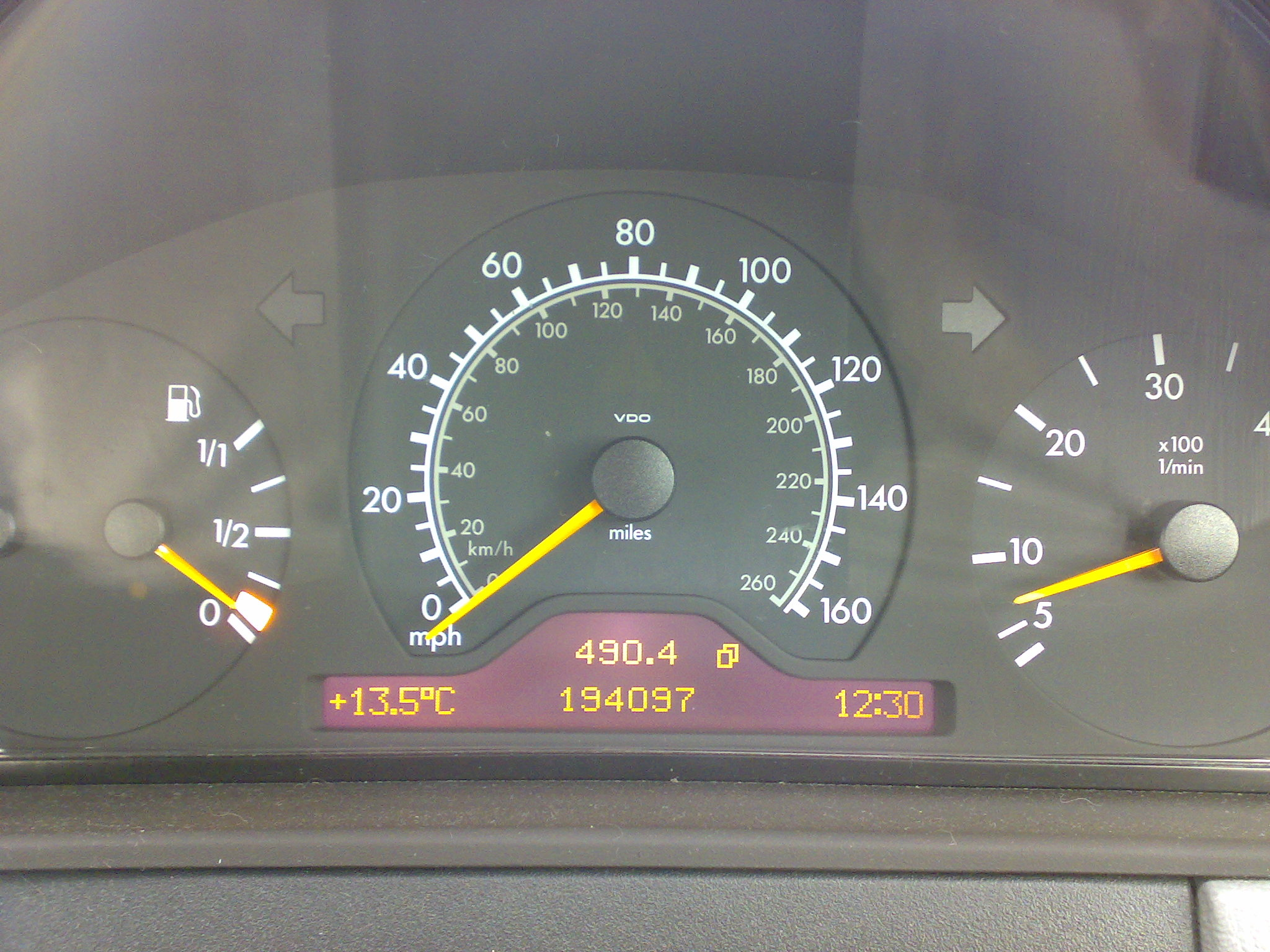
Kombiinstrument (hier mit Meilen-Anzeige)

## Karosserievarianten

### Limousine (W 210)

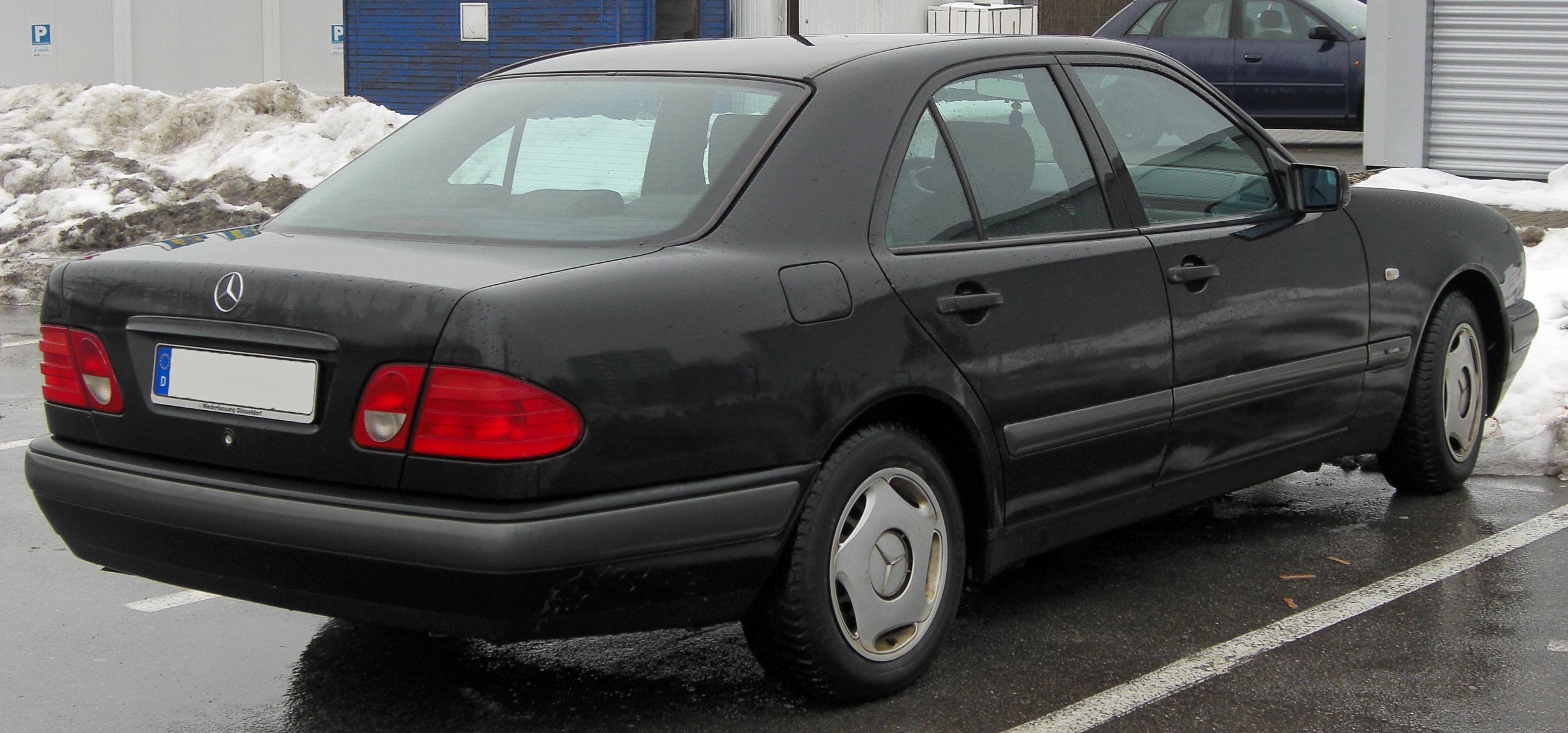
Limousine (W 210)

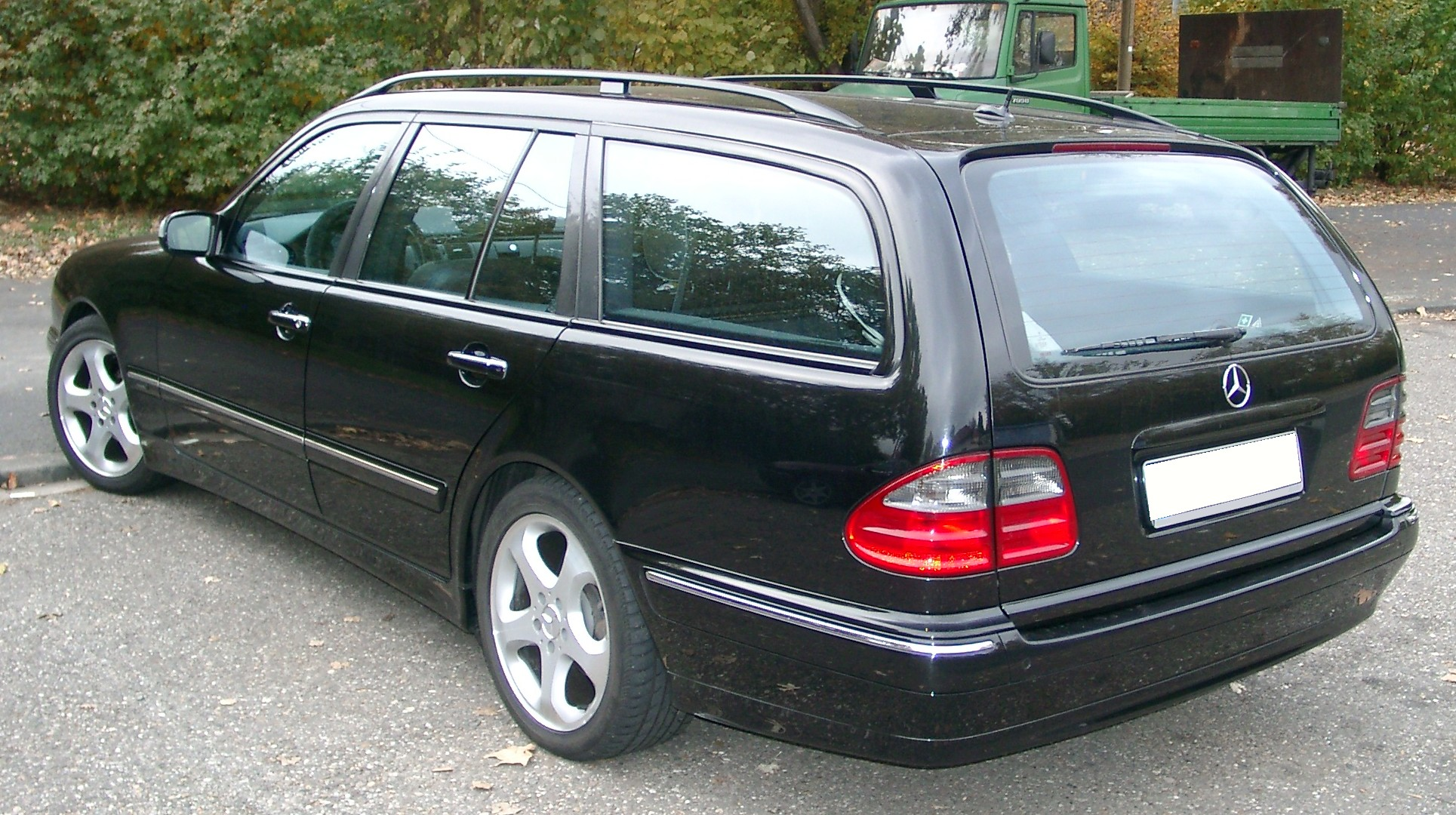
T-Modell (S 210)

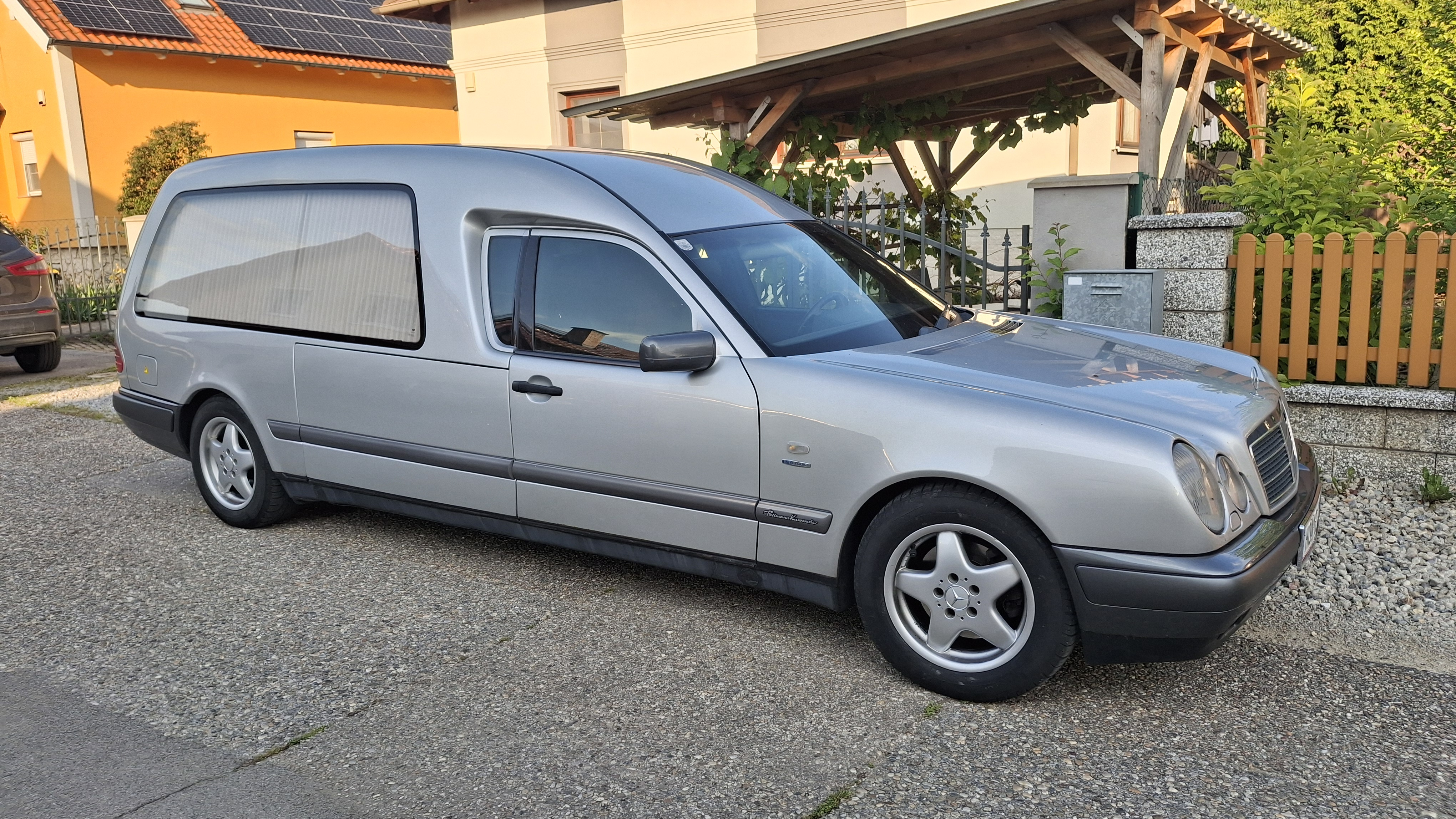
Bestattungsfahrzeug auf Basis des W210-Fahrgestells mit langem Radstand

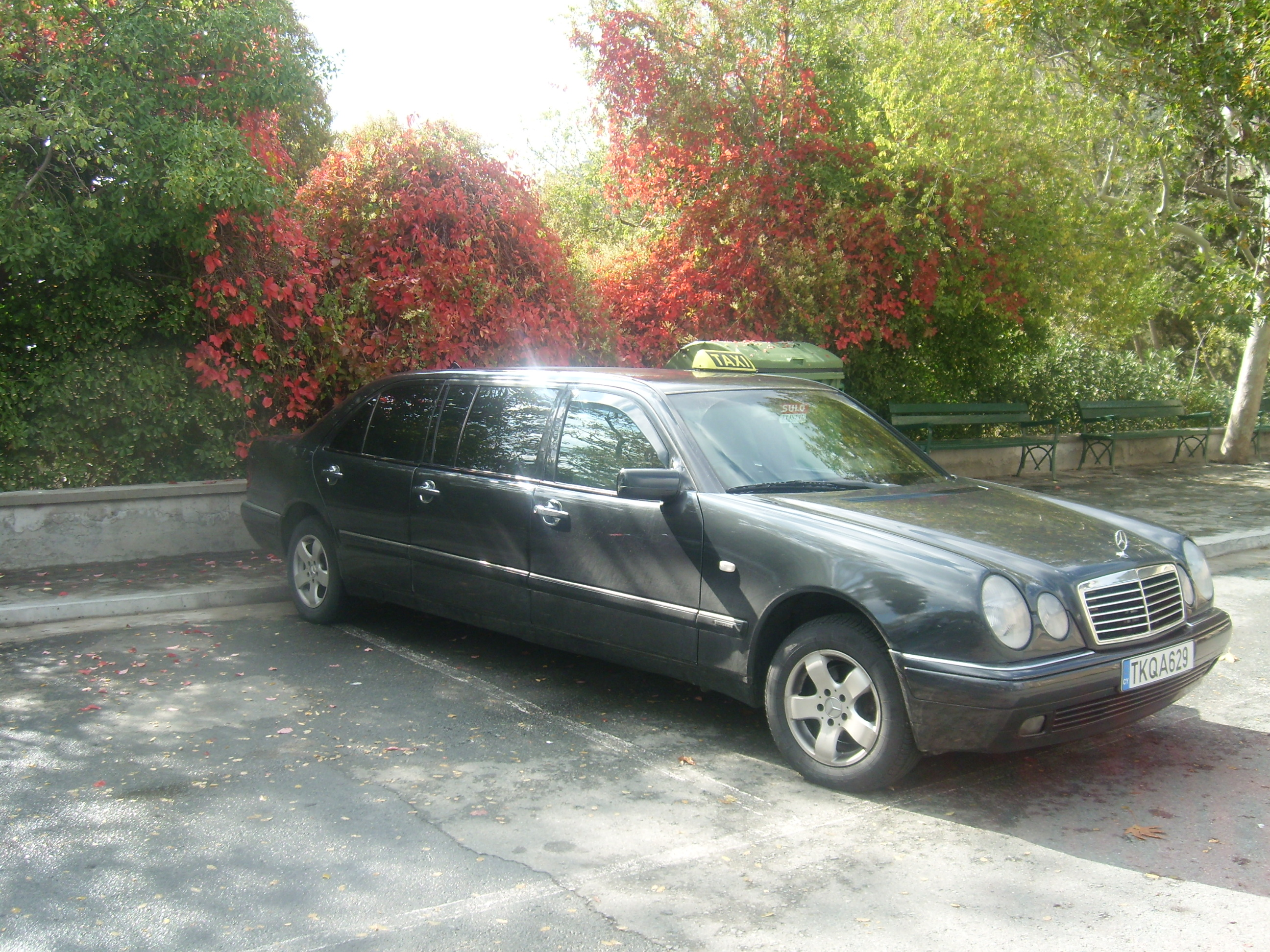
Verlängerte Limousine (V 210)

Im Mai 1995 wurde zunächst die Limousine als erstes Mitglied der neuen E-Klasse-Generation auf den Markt gebracht und intern als W 210 bezeichnet. Je nach Größe des Kraftstoffbehälters beträgt das Kofferraumvolumen 520 l (bei 65 l-Tank) oder 500 l (bei 80 l-Tank). Um den Transport von langen Gegenständen zu ermöglichen, wurde gegen Aufpreis eine Durchladeeinrichtung mit Skisack verbaut. Dies machte einen Tunnel im hinter der Rücksitzbank liegenden Kraftstoffbehälter notwendig. Das Tankvolumen beträgt 70 l bei Fahrzeugen mit dieser Sonderausstattung.
Die Limousine wurde auch als Sonderschutzfahrzeug angeboten. Während der gesamten Bauzeit konnten die Modelle E 420 und E 430 mit dem Hochschutz B6 bestellt werden. Das dadurch hohe Fahrzeuggewicht machte die Achtzylinder-Motorisierung erforderlich. Ab März 1997 wurde die E-Klasse auch mit der Schutzklasse B4 verkauft. Das leichtere Schutzkonzept bietet Sicherheit vor den gängigsten Faustfeuerwaffenkalibern. Aufgrund des niedrigeren Gewichts war das B4-Schutzpaket auch für das Modell E 320 erhältlich. Das Besondere an der Werkspanzerung ist die volle Integration der Schutzelemente in die Karosseriestruktur des Fahrzeugs, da diese bereits während des Herstellungsprozesses eingefügt werden konnten.
Von der Limousine wurden 1.374.409 Exemplaren produziert.

### T-Modell (S 210)
Das ab Juni 1996 angebotene T-Modell trägt die interne Bezeichnung S 210. Das Ladevolumen beträgt hier 600 l bis zur Höhe der Laderaumabdeckung bei hochgeklappter Rücksitzbank. Beim Umklappen der Sitzbank, ausgebauten Sitzkissen und Beladung bis unter das Dach kann ein maximales Ladevolumen von 1975 l erreicht werden. Die umklappbare asymmetrisch geteilte Sitzbank ist im T-Modell serienmäßig.
Vom T-Modell liefen bis Dezember 2002 279.238 Exemplare vom Band, womit es nur einen geringen Anteil an den Fertigungszahlen der Baureihe 210 beitrug. Für diese Karosserievariante waren nicht alle Motoren erhältlich.

### Fahrgestell (VF 210)
Zeitgleich mit dem T-Modell wurde auch wieder eine Fahrgestell-Variante eingeführt. Hauptkunden des VF 210 waren Fahrzeugbauer für Bestatter und Krankentransport-Organisationen. Im Gegensatz zur Baureihe 124 gab es keine Variante mit normalem Radstand. Es wurde nur die verlängerte Ausführung mit um 74 cm größeren Radstand angeboten. Zum Marktstart gab es den Typ E 290 Turbodiesel, später folgen die Typen E 250 Diesel (für den italienischen Markt), E 280, E 220 CDI und E 270 CDI.
Die Fahrgestelle mit Teilkarosserie wurden nicht mehr vollständig in Mercedes-Benz Werken gebaut. Die Firma Binz in Lorch bezog vom Werk Sindelfingen Rohkarossen des T-Modells, um diese dann entsprechend zu modifizieren und mit Antrieb, Fahrwerk, Elektrik und Inneneinrichtung zu versehen. Die Fahrgestelle wurden für den weiteren Aufbau entweder an Aufbauhersteller geliefert oder bei der Firma Binz direkt zum Krankenwagen ausgebaut.

### Lange Limousine (V 210)
Auf Anfrage des thailändischen Königshauses entstand im Jahr 1996 eine verlängerte Limousine auf Basis der Baureihe 210. In Kooperation mit der Firma Binz wurde diese Karosserievariante gemeinsam entwickelt und zunächst ein Einzelstück hergestellt. Der E 320 hat einen um 97 cm verlängerten Radstand, sechs Türen und eine vollwertige dritte Sitzreihe. Aufgrund der großen Nachfrage wurde die Langversion der E-Klasse ab Ende 1996 von Binz in Serie gefertigt. Die Kunden konnten zwischen sämtlichen Fünf- und Sechszylindertypen mit Otto- oder Dieselmotor wählen. Außer der oben genannten Ausführung mit sechs Türen und drei Sitzreihen in Fahrtrichtung wurde auch eine viertürige Variante mit zwei gegenüberliegenden Sitzreihen im Fond gebaut.

## Modellpflege

### Kleine Modellpflege
Im März 1997 wurde die Baureihe 210 einer kleinen Modellpflege unterzogen. Die Infrarot-Fernbedienung der Schließanlage wurde durch eine Funkvariante mit bartlosem Schlüssel und dem elektronischen Fahrberechtigungssystem ELCODE ersetzt. Serienmäßig wurden nun ein Bremsassistent und die Antriebsschlupfregelung verbaut. Die Sidebags in den Vordertüren waren nun ebenso serienmäßig wie eine automatische Verriegelung der Türen ab einer Geschwindigkeit von 8 km/h. Der neue Wartungsrechner ASSYST ermöglicht flexible Wartungsintervalle, die sich an den Einsatzbedingungen des Fahrzeugs orientieren. Gleichzeitig wurden die Reihensechszylinder der Baureihe M 104 im E 280 und E 320 ersetzt. Die neue Motorengeneration M 112 weist eine 90°-V-Anordnung, Leichtmetall-Bauweise und Dreiventil-Technik auf. Die neuen Motoren waren auch mit dem Allradantrieb 4MATIC erhältlich. Ebenfalls neu war der E 300 Turbodiesel, der jedoch auf bewährte Technik wie die Vorkammereinspritzung setzt.
Auf der IAA im September 1997 folgten dann weitere Motorisierungen. Der sechszylindrige E 240 ersetzte den E 230 mit vier Zylindern. Letzterer wurde allerdings noch bis 1998 für einige Auslandsmärkte und für CKD-Bausätze gefertigt. Die Modelle E 420 und E 50 AMG wurden durch die Typen E 430 und E 55 AMG ersetzt. Ihre Motoren der M 113-Baureihe sind mit den Sechszylindern technisch eng verwandt und wurden auf denselben Fertigungsstraßen hergestellt. Für die Exportmärkte gab es auch einige Neuerungen. Der E 200 Kompressor wurde in der Leistung gesteigert und der E 250 Diesel durch den E 250 Turbodiesel ergänzt.
Eine völlig neue Generation Dieselmotoren hielt im Juni 1998 in der E-Klasse Einzug. Die Motoren der Baureihe OM 611 haben eine Common-Rail-Einspritzung, die in Kombination mit dem Turbolader bei niedrigem Kraftstoffverbrauch deutlich mehr maximale Leistung bietet. Insbesondere das hohe Drehmoment der Motoren macht sie beliebt. Die Typen E 200 CDI und E 220 CDI ersetzten den E 200 Diesel und den E 220 Diesel. Letzterer wurde noch in der Taxi-Variante weitergebaut.

### Große Modellpflege
Tiefgreifende Änderungen an Aussehen und Technik erfuhr die Baureihe 210 mit der großen Modellpflege im August 1999. Mehr als 1800 Bauteile wurden im Zuge dieser Maßnahme ersetzt oder modifiziert. Die Fahrzeugfront wurde auffällig abgesenkt. Lackierte Seitenschweller und Türgriffe, abgerundete Außenspiegel mit integrierten LED-Blinkern, neue Rückleuchten und ein neu gestalteter Heckstoßfänger trugen zu einem moderneren Aussehen bei. Darüber hinaus wurden die Dachreling des T-Modells neu geformt und neugestaltete Räder oder Radzierblenden eingeführt.
Der Innenraum wurde ebenfalls überarbeitet: Neue Materialien hielten Einzug und die Form der Türverkleidungen wurde neu gestaltet. Die Haltegriffe am Dachhimmel waren nun klappbar statt starr. Ein Multifunktionslenkrad mit acht Tasten ermöglicht die Bedienung von Telefon, Radio und des Reiserechners. Im Kombiinstrument wird auf einem Display Information zu diesen Systemen angezeigt. Daneben wurden ab diesem Zeitpunkt ESP und Windowbags aus der Aufpreisliste in die Serienausstattung übernommen. Neue Sonderausstattungen gab es in Form von belüfteten Vordersitzen, einem dynamischen Navigationssystem und dem neuen Infotainmentsystem COMAND mit großem Bildschirm.
Alle Motoren bis 2,8 l Hubraum erhielten ein neues Schaltgetriebe mit sechs Gängen. Gegen Aufpreis und für die größeren Motoren serienmäßig wurde ein neues Fünfgang-Automatikgetriebe mit elektronischer Tippschaltung geliefert. Die Achtzylinder-Motoren konnten nun mit Allradantrieb geordert werden.
Das Angebot an Dieselmotoren wurde geändert. Mit der Modellpflege wurden die Typen E 200 CDI und E 220 CDI überarbeitet und in der Leistung gesteigert. Der E 220 CDI ersetzte den Fünfzylinder E 290 Turbodiesel. Der Sechszylinder E 300 Turbodiesel wurde durch den Fünfzylinder E 270 CDI aus der Baureihe OM 612 und den Sechszylinder E 320 CDI (OM 613) ersetzt. Alle CDI-Motoren waren technisch eng verwandt. Sie unterscheiden sich hauptsächlich durch die Zylinderanzahl.
Das Angebot an Ottomotoren blieb zunächst unverändert. Mitte 2000 wurde der E 200 und die Export-Varianten des E 200 Kompressor durch den auf der Baureihe M 111 EVO basierenden E 200 Kompressor ersetzt. Der E 240 erfuhr eine Hubraumsteigerung von 2,4 auf 2,6 Liter.

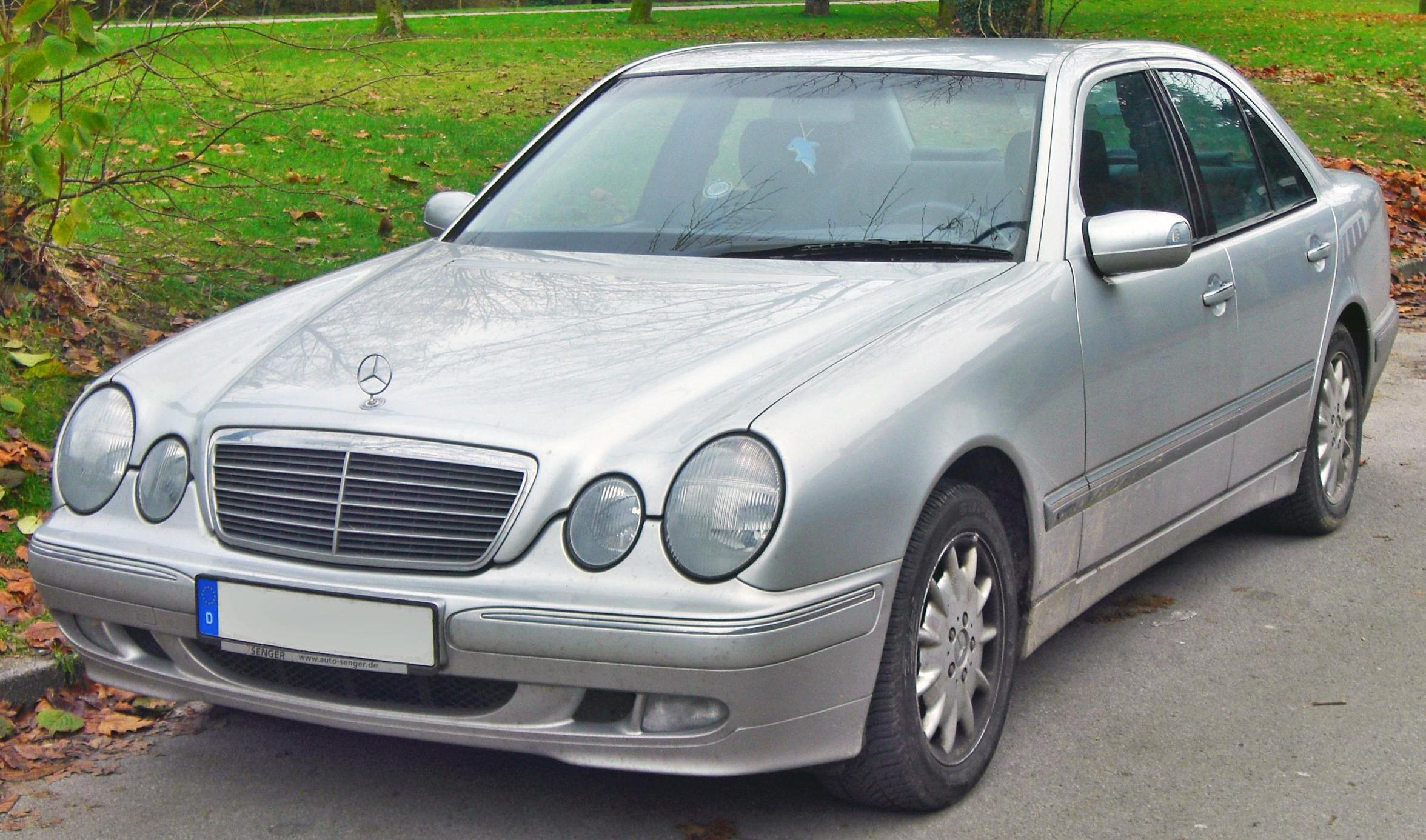
E 270 CDI Elegance (1999–2002)
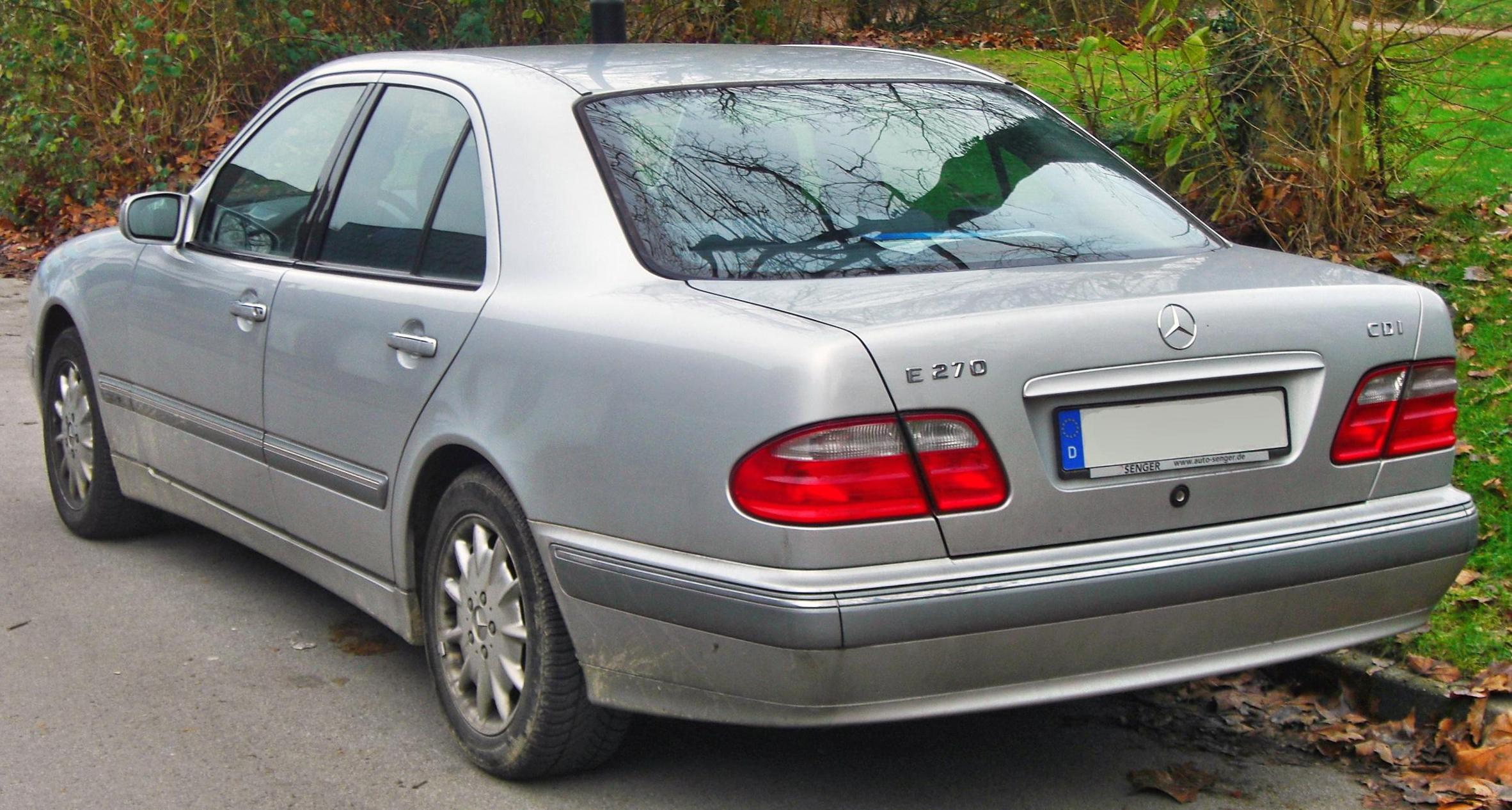
Heckansicht
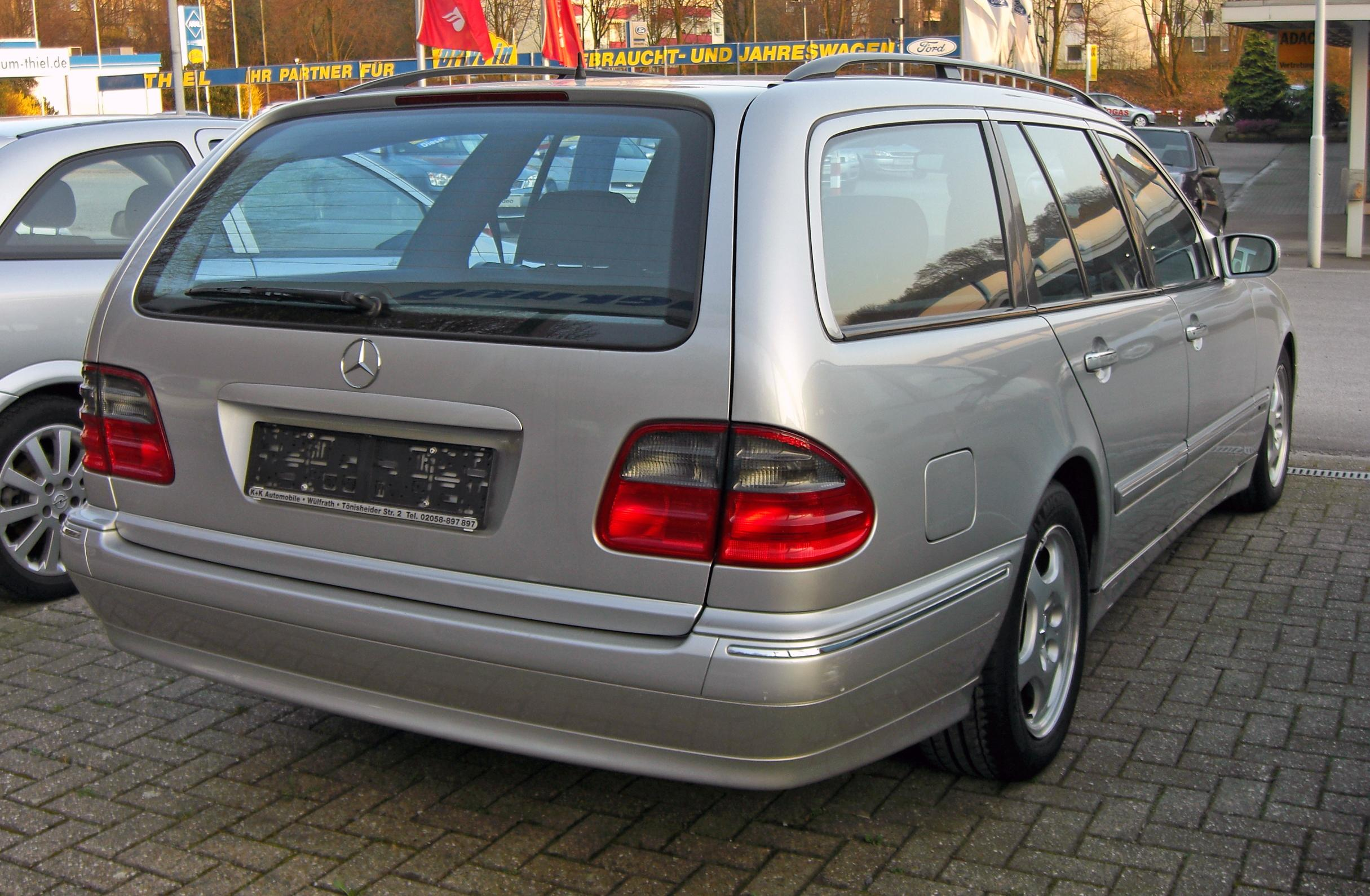
E-Klasse T-Modell (1999–2003)
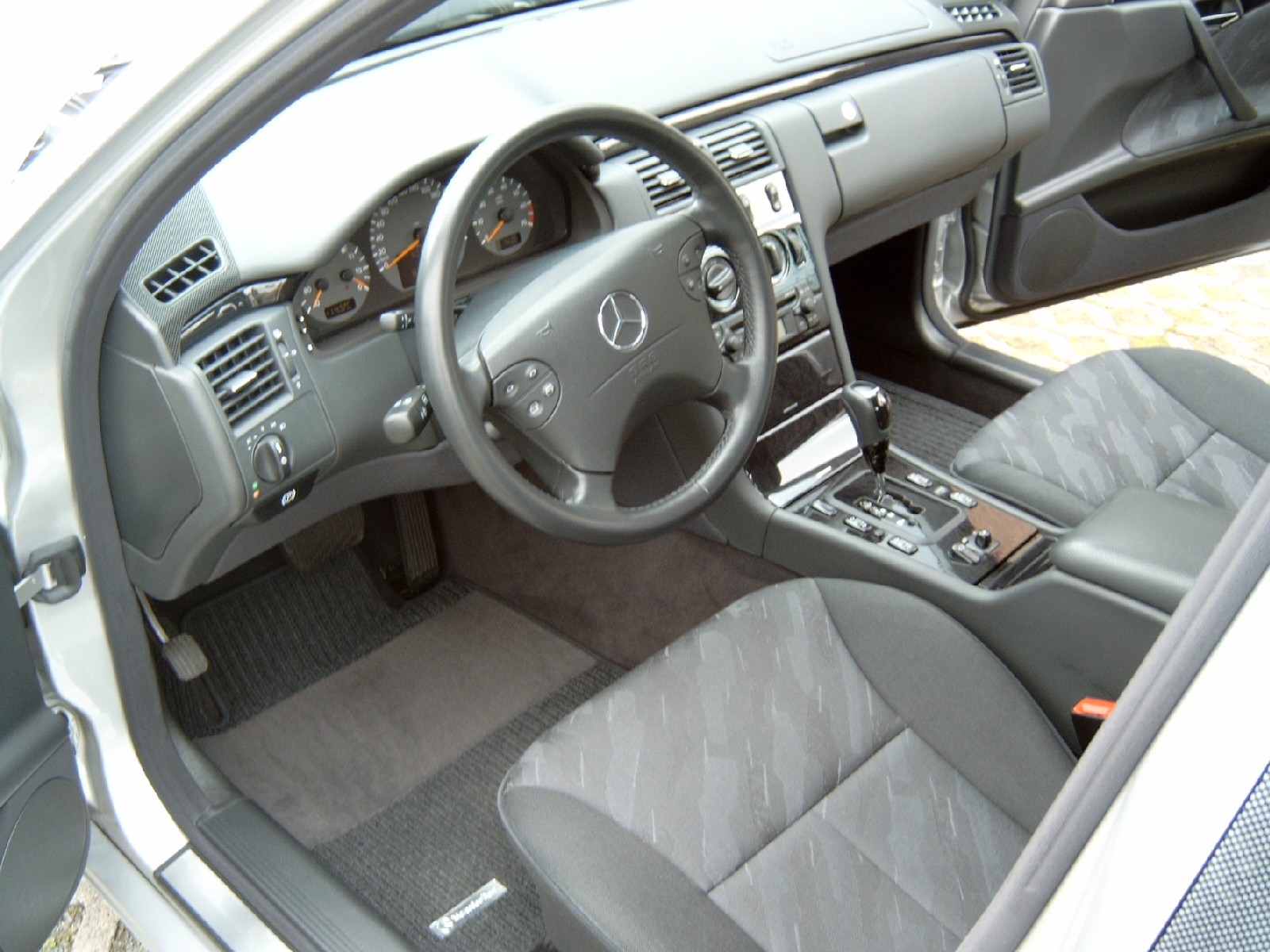
Avantgarde-Innenraum nach der großen Modellpflege
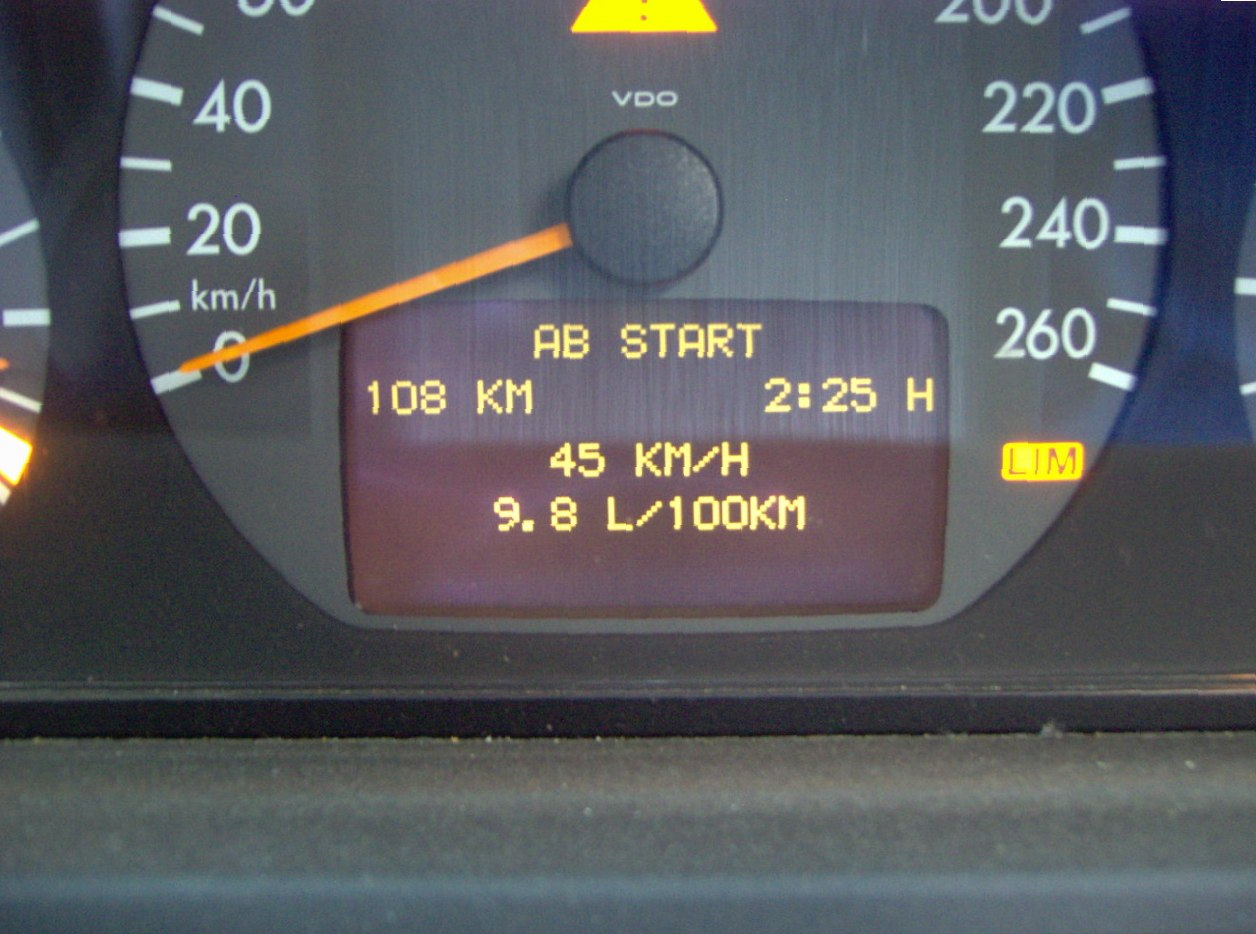
Das Zentraldisplay im Kombiinstrument

## Ausstattungsvarianten

### Classic
Die Design- und Ausstattungslinie Classic ist die Basisversion der E-Klasse. Außen trägt sie schwarze Türgriffe, Rammschutzleisten in Kontrastfarbe und den Schriftzug Classic. Die B-Säulenverkleidung (beim T-Modell auch C-Säule), die Bordzierleiste und die Dachzierstäbe sind in hämatit (schwarz glänzend) gehalten. Serienmäßig waren je nach Motorisierung 15″- oder 16″-Stahlräder mit Radzierblenden. Beim E 420 waren 16″-Leichtmetallräder im 10-Lochdesign der Linie Elegance serienmäßig. Der Kühlergrill war grau und trug die klassische Waffeloptik.
Im Innenraum finden sich Stoffpolster im Design „Welle“ und Zierleisten aus Platanen-Holz. Das Lenkrad hat einen Kranz aus schwarzem, geschäumtem Kunststoff. Der Schalt- bzw. Wählhebel ist ebenfalls schwarz und trägt eine Plakette mit dem Schriftzug Classic.
Bei der großen Modellpflege wurde das Design der Radzierblenden verändert. Ebenso wurde das Stoffmuster „Cannes“ und das Holz „Alameda“ eingeführt. Die Türgriffe waren nun in Wagenfarbe lackiert.

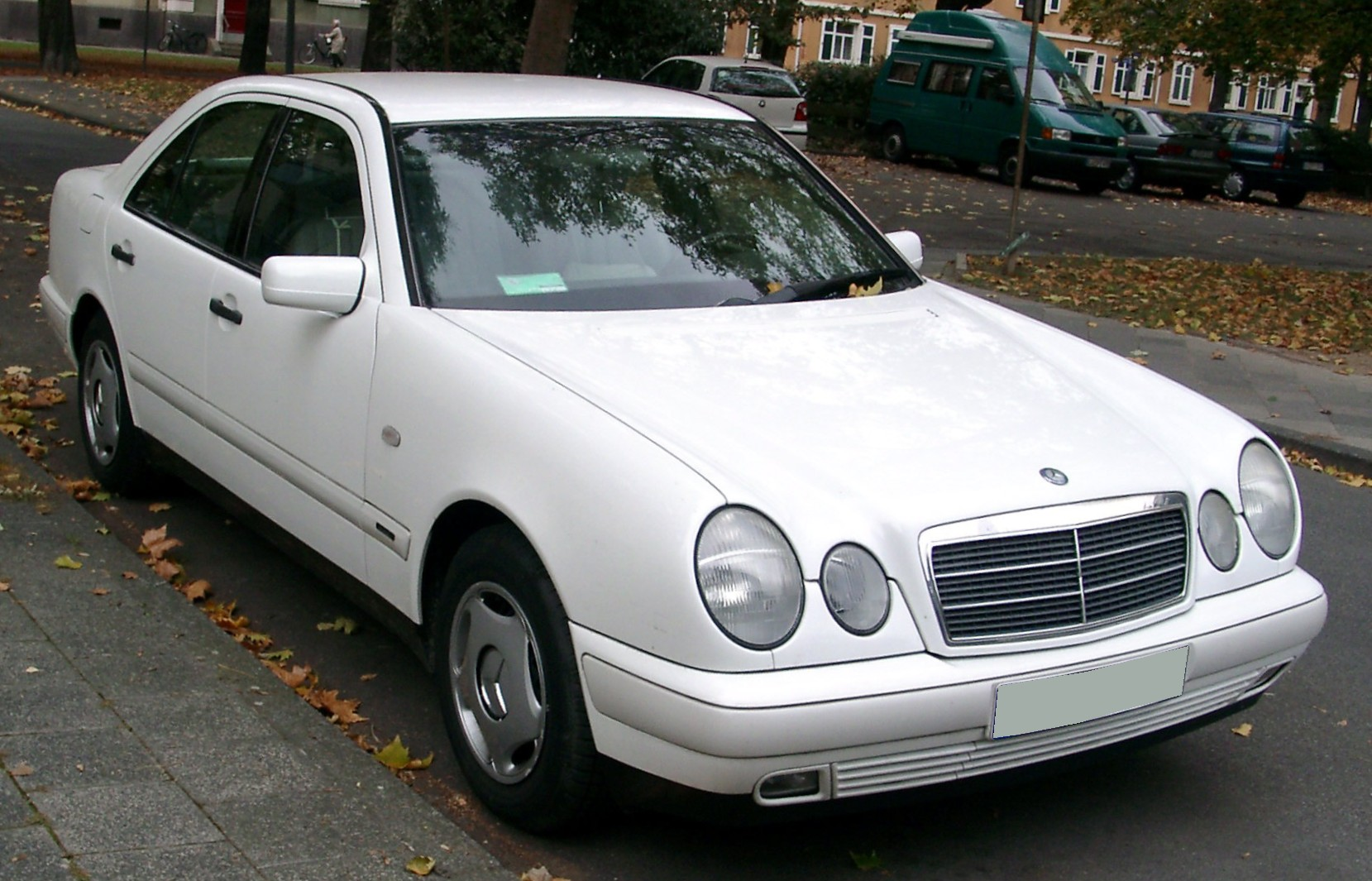
W 210 Classic (1995–1999)
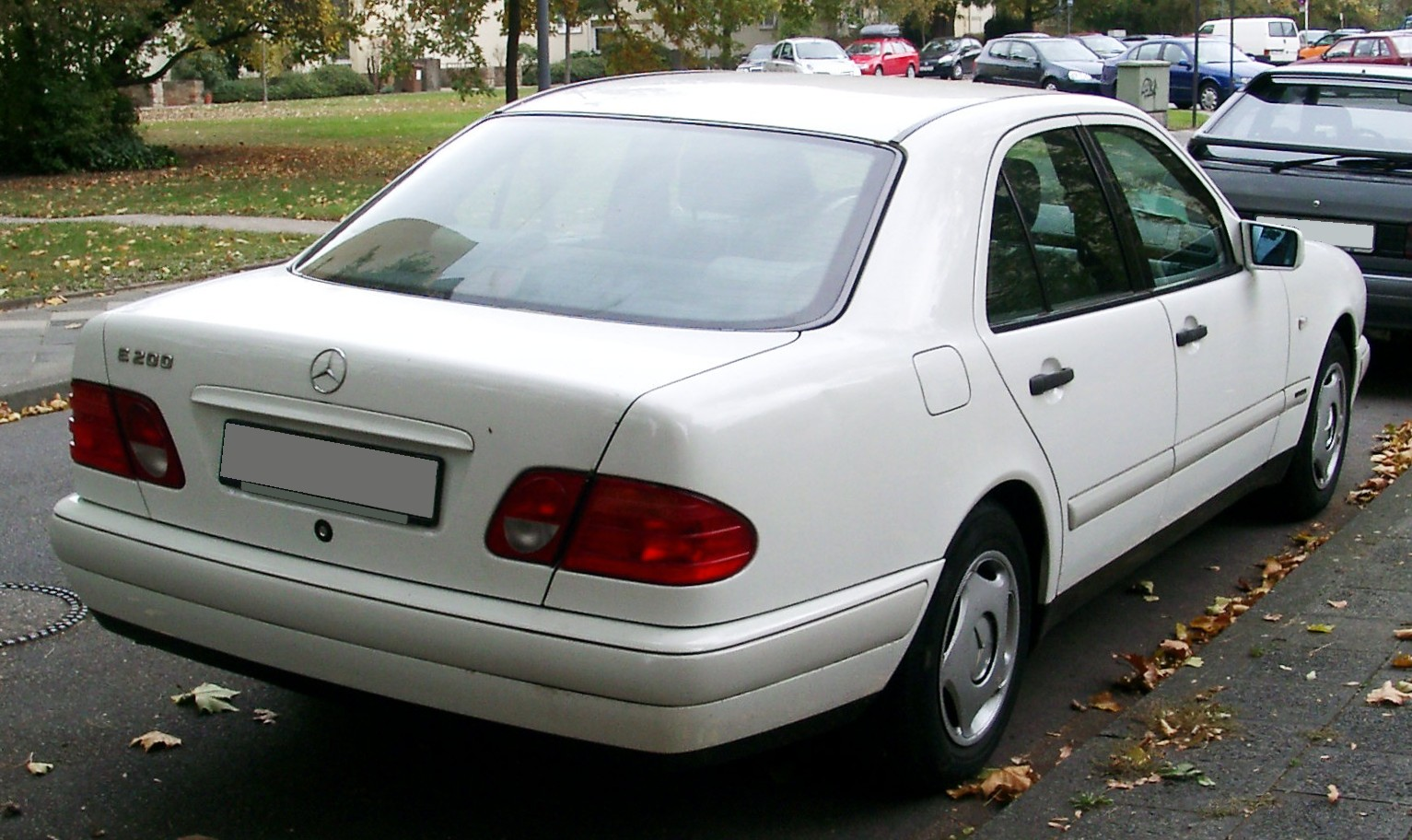
Heckansicht
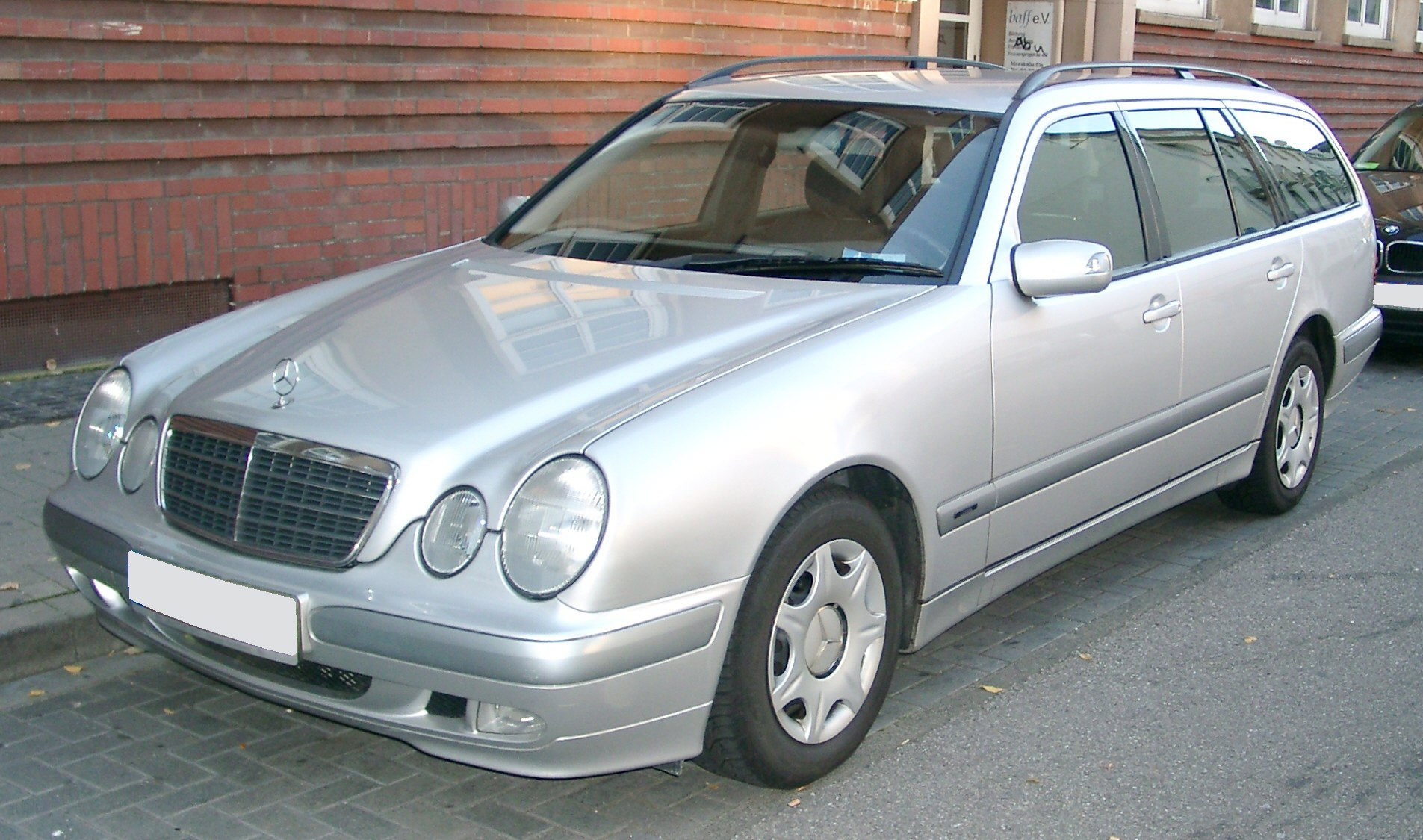
S 210 Classic (1999–2003)
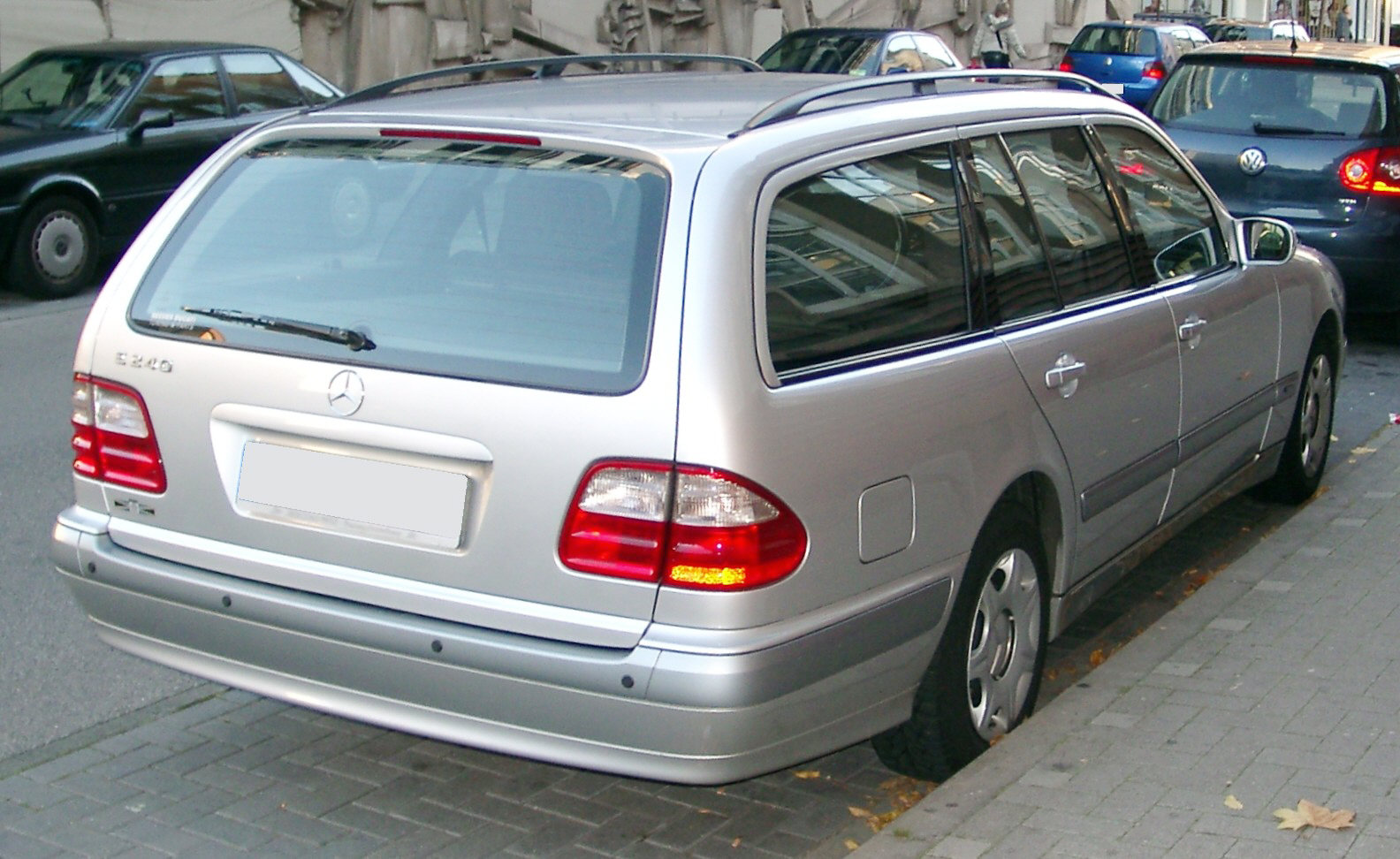
Heckansicht

### Elegance
Gegen Aufpreis war die Linie Elegance lieferbar. Sie sollte Kunden ansprechen, die sich eine besonders elegante Ausstattung ihres Fahrzeugs wünschen. Außen erkennt man dies vor allem an den Chrom-Zierstäben, die an den Stoßfängern, Rammschutzleisten und Türgriffen aufgelegt sind. Weitere Abweichungen zur Line Classic bestehen in den Dachzierleisten, die in Wagenfarbe lackiert wurden, und in dem Schriftzug Elegance auf der Rammschutzleiste. Serienmäßig war diese Design- und Ausstattungslinie mit Leichtmetallrädern im 10-Lochdesign ausgestattet.
Zusätzlich zur Basislinie gab es im Innenraum Pompadourtaschen an den Lehnen der Vordersitze, Ausstiegsleuchten in den Türen, beleuchtete Schminkspiegel, Sicherheitsgurte in Ausstattungsfarbe (vorn und hinten) und Komfortautomatik (vorn), einen automatisch abblendbaren Innenspiegel und eine Armauflage mit Fach und hinteren Belüftungsdüsen. Das Lenkrad und der Schalt- bzw. Wählhebel sind aus Leder und in Ausstattungsfarbe gefertigt. Die Plakette im Schalt- oder Wählhebel trägt hier den Schriftzug Elegance. Die Sitze haben das Stoffdesign „Prestige“ und die Zierleisten sind aus dem Edelholz Wurzelnuss gefertigt.
Der Aufpreis zur Serienausstattung betrug am 15. Mai 1995 3450 DM für alle Motoren außer dem E 420. Bei dieser Motorisierung mussten 2461 DM Aufpreis bezahlt werden.
Bei der großen Modellpflege wurde analog zur Linie Classic das Design der Räder geändert. Nun waren je nach Motorisierung 16″- oder 17″-Leichtmetallräder mit elffach gelochter Radschüssel serienmäßig. Die Polster hatten nun das Muster „Monte Carlo“. Der Ausstattungsumfang wurde um ein Innenlichtpaket und Aluminium-Einstiegsleisten mit „Mercedes-Benz“-Schriftzug erweitert. Für den E 430 war diese Linie nun serienmäßig, für alle anderen Typen musste am 29. Januar 2001 ein Aufpreis von 3482,55 DM gezahlt werden.

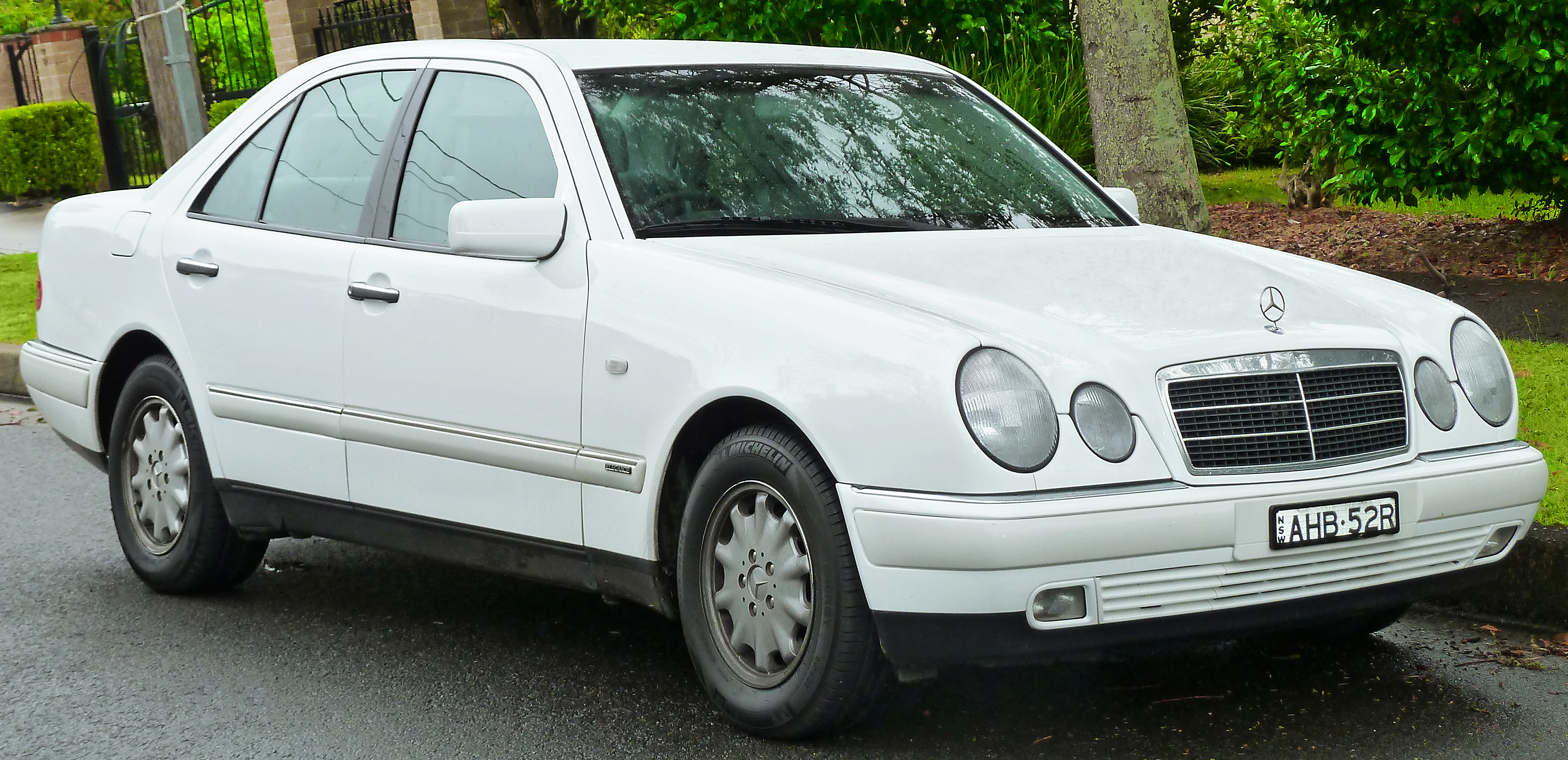
E 240 Elegance (1995–1999)
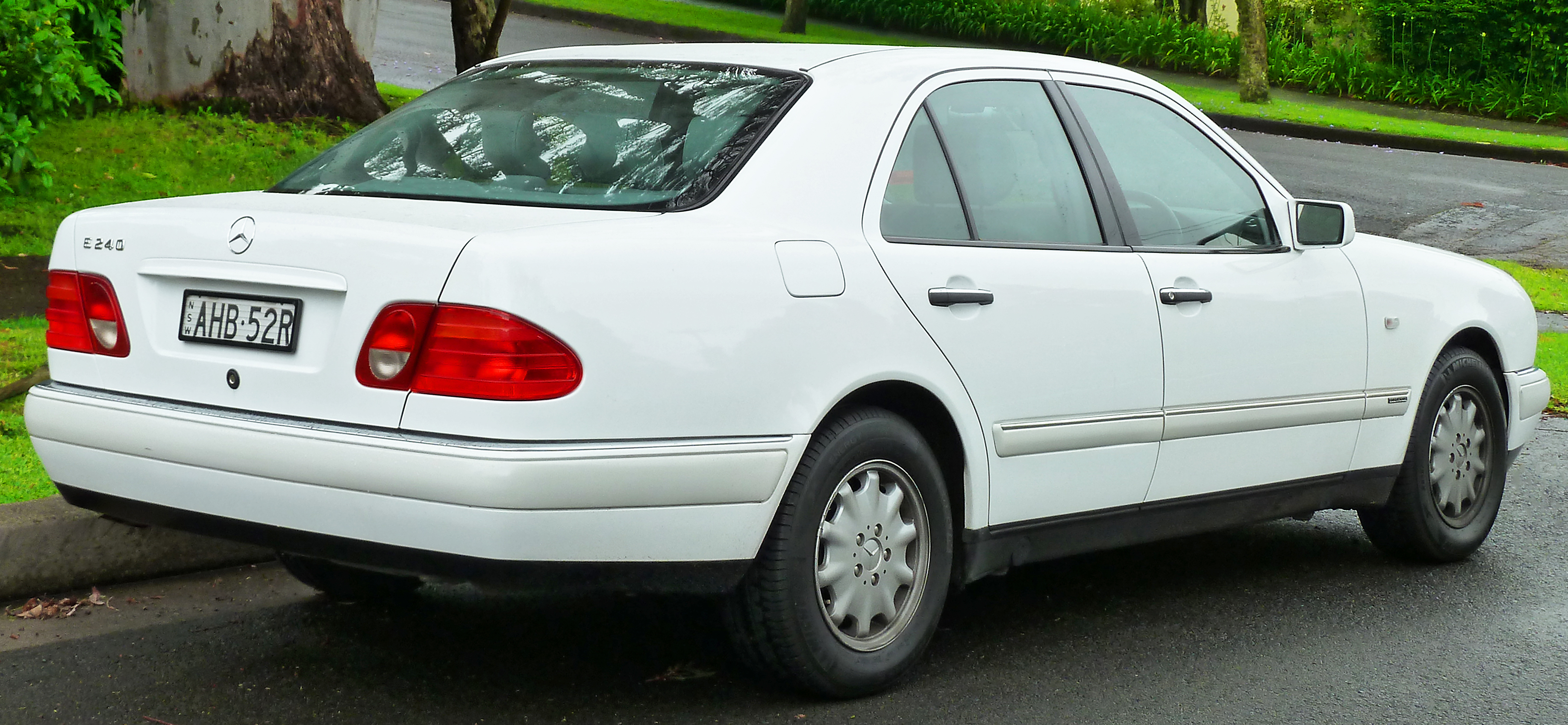
Heckansicht
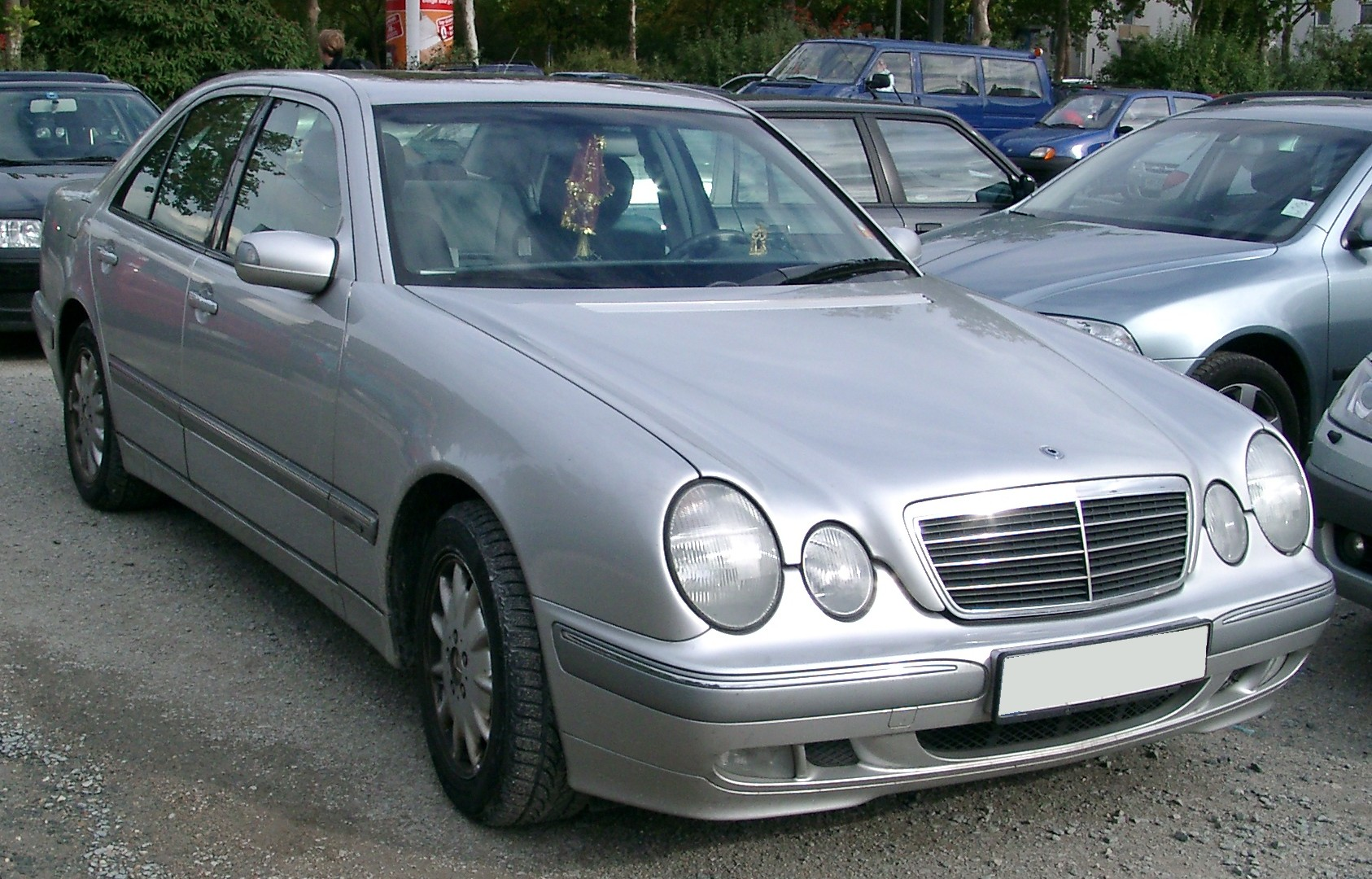
W 210 Elegance (1999–2002)
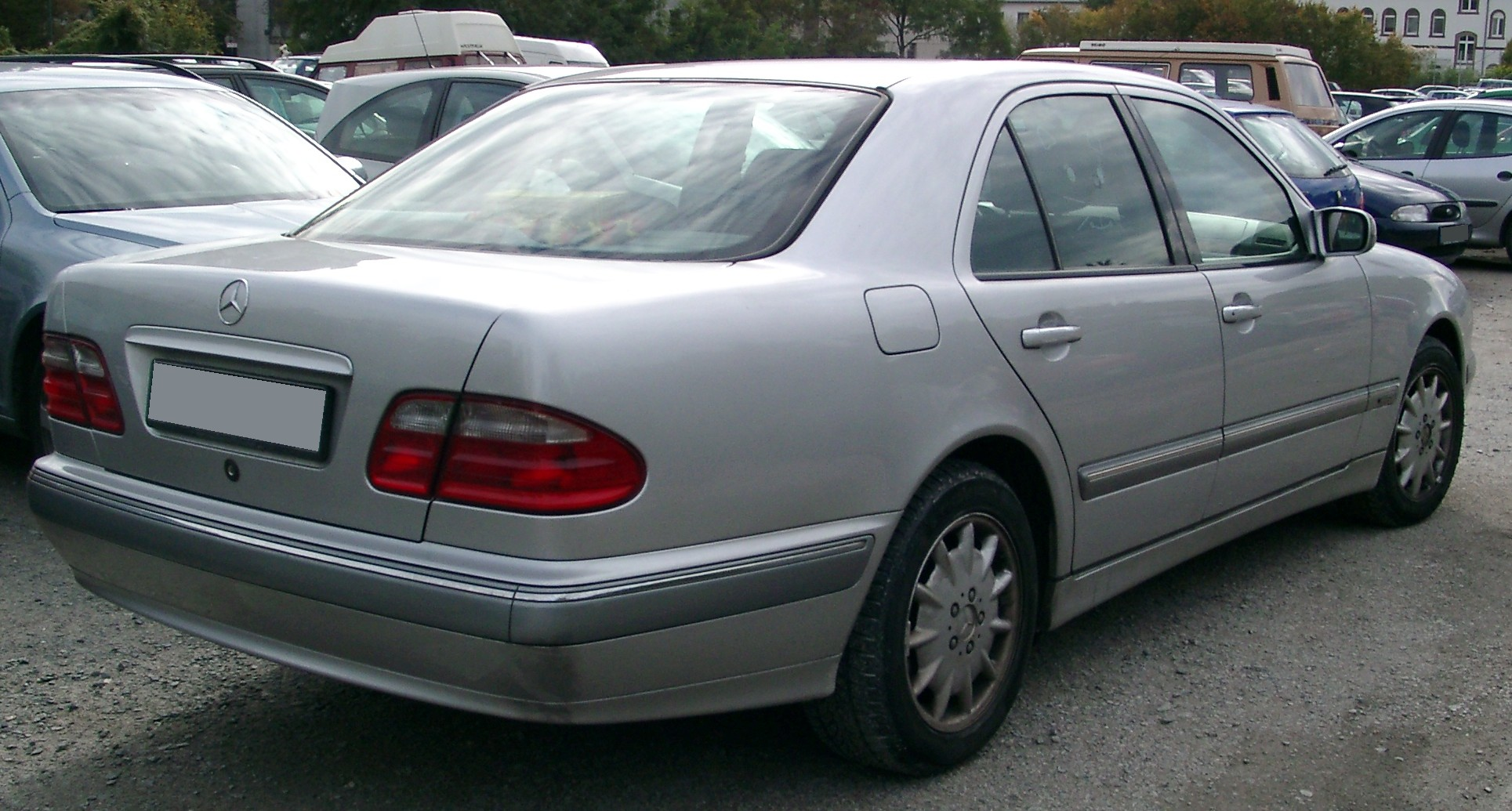
Heckansicht
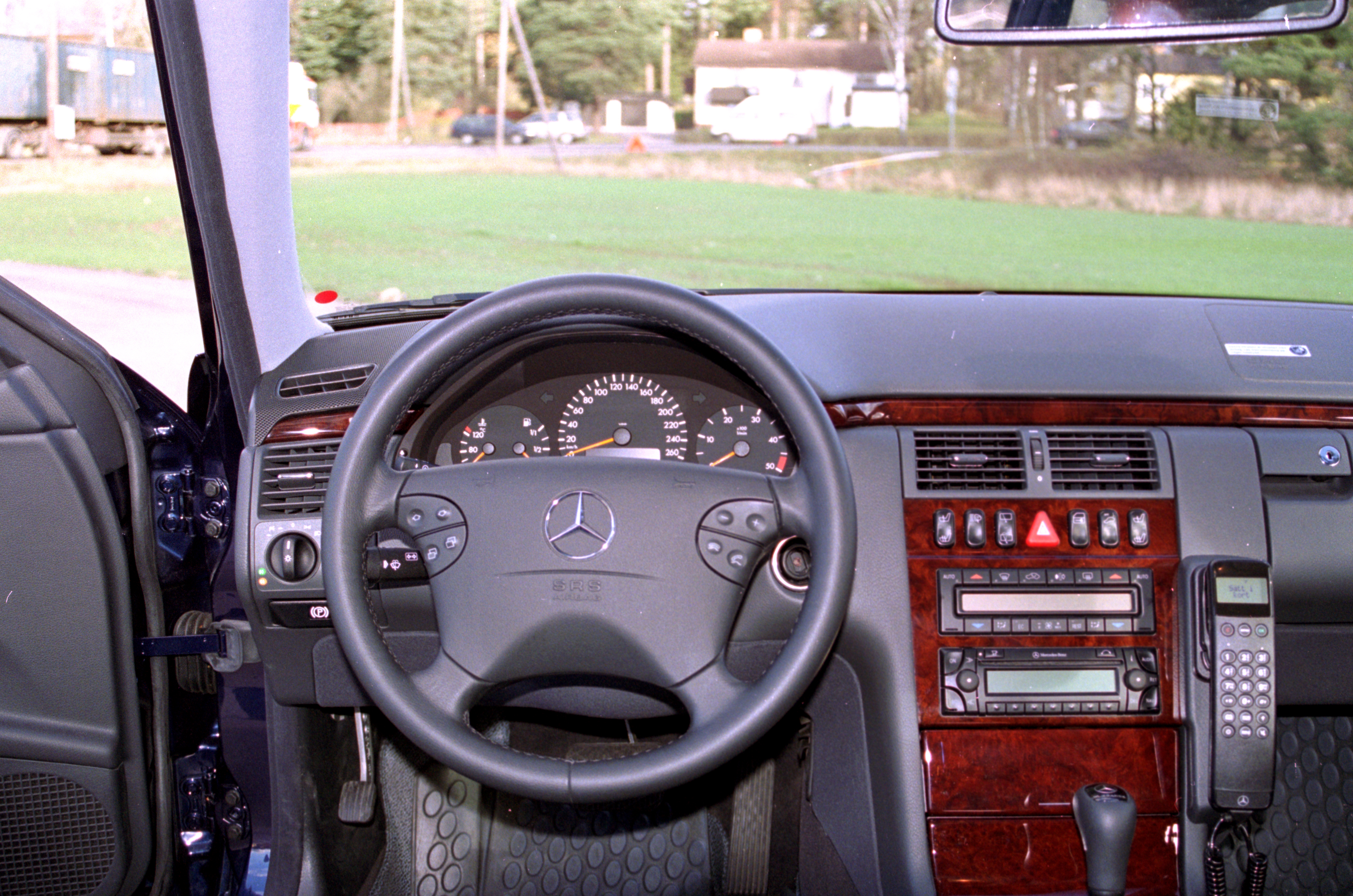
Elegance-Interieur eines E 270 T CDI

### Avantgarde
Als sportliche Variante konnte die Linie Avantgarde gewählt werden. Wie die Linie Elegance trug sie Chromzierleisten und in Wagenfarbe lackierte Dachzierleisten. Darüber hinaus wurden die Rammschutzleisten in Wagenfarbe lackiert. Im Gegensatz zu den übrigen Linien wurde die Verglasung blau statt grün getönt. Auf der B-Säulen-Verkleidung (beim T-Modell auch C-Säule) brachte man eine Farbverlaufsfolie in Wagenfarbe an. Der Kühlergrill hat quer laufende Lamellen mit schwarz-glänzendem Einsatz. Die Karosserie ist bei allen hinterradgetriebenen Modellen leicht tiefergelegt. Serienmäßig ist diese Linie mit 16″-Leichtmetallrädern im Fünflochdesign mit glanzgedrehten Felgenhörnern ausgestattet. Auf der Stoßleiste am Kotflügel ist der Schriftzug Avantgarde angebracht. Serienmäßig waren Xenonscheinwerfer (nur für Abblendlicht), die wegen der Zulassungsvorschriften durch eine automatische Leuchtweitenregulierung und eine Scheinwerferreinigungsanlage ergänzt wurden. Zusätzlich zu den Standard-Lackierungen waren für das Avantgarde-Paket besondere Farbtöne wie „violan“ oder „amazonitgrün“ lieferbar.
Im Innenraum hat die Linie die gleiche Zusatzausstattung wie die Linie Elegance. Abweichend hiervon haben die Polster die Musterung „Tiffany“ und die Schalt- bzw. Wählhebelplakette den Schriftzug Avantgarde. Die Zierteile bestehen aus dunklem Vogelaugenahorn-Edelholz. Schalt- und Wählhebel, Lederlenkrad und die Sicherheitsgurte sind bei dieser Ausstattungslinie immer schwarz.
Der Aufpreis zur Serienausstattung betrug am 15. Mai 1995 5750 DM für alle Motoren außer dem E 420. Bei dieser Motorisierung musste ein Aufpreis von 4761 DM bezahlt werden.
Ab dem Facelift wurde der Ausstattungsumfang erweitert. Die Abdeckung der hinteren Fensterheber-Schalter war nun aus Edelholz und die Zifferblätter des Kombiinstruments grau. Das neue Stoffdesign „Tiffany“ trug eine schwarze Grundfarbe mit drei wählbaren Akzentfarben. Ohne Aufpreis konnte zwischen dem dunklen Vogelaugenahorn-Holz und dem helleren Sapeli-Holz gewählt werden. Außen gab es zur stärkeren Differenzierung von den anderen Linien rot-graue Rückleuchten. Neue 16″- oder 17″-Leichtmetallräder im Fünflochdesign mit glanzgedrehten Felgenhörnern waren Serienausstattung. Der Aufpreis für den E 430 betrug am 29. Januar 2001 2325,49 DM und für alle anderen Motoren 5808,03 DM.

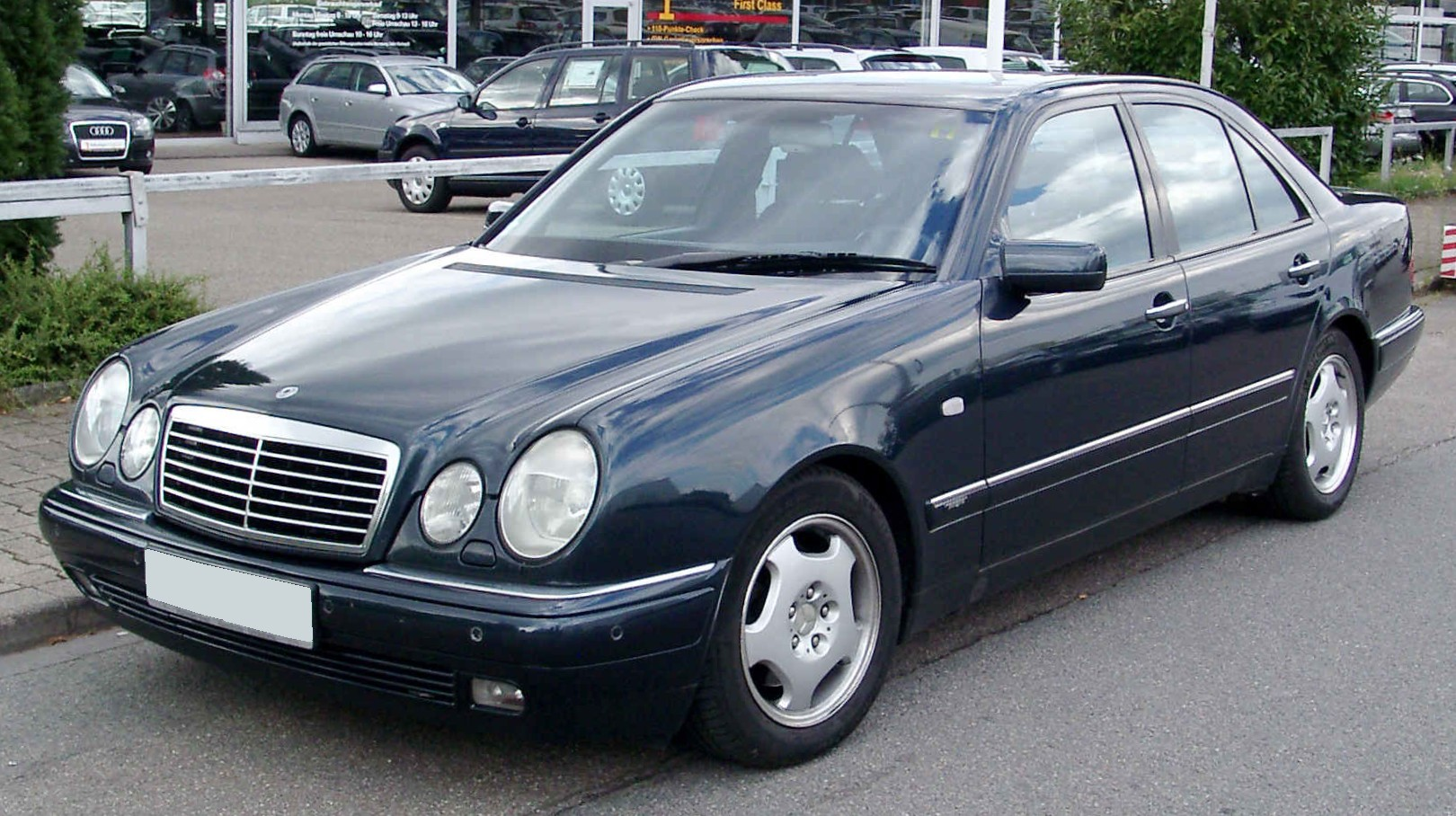
W 210 Avantgarde (1995–1999)
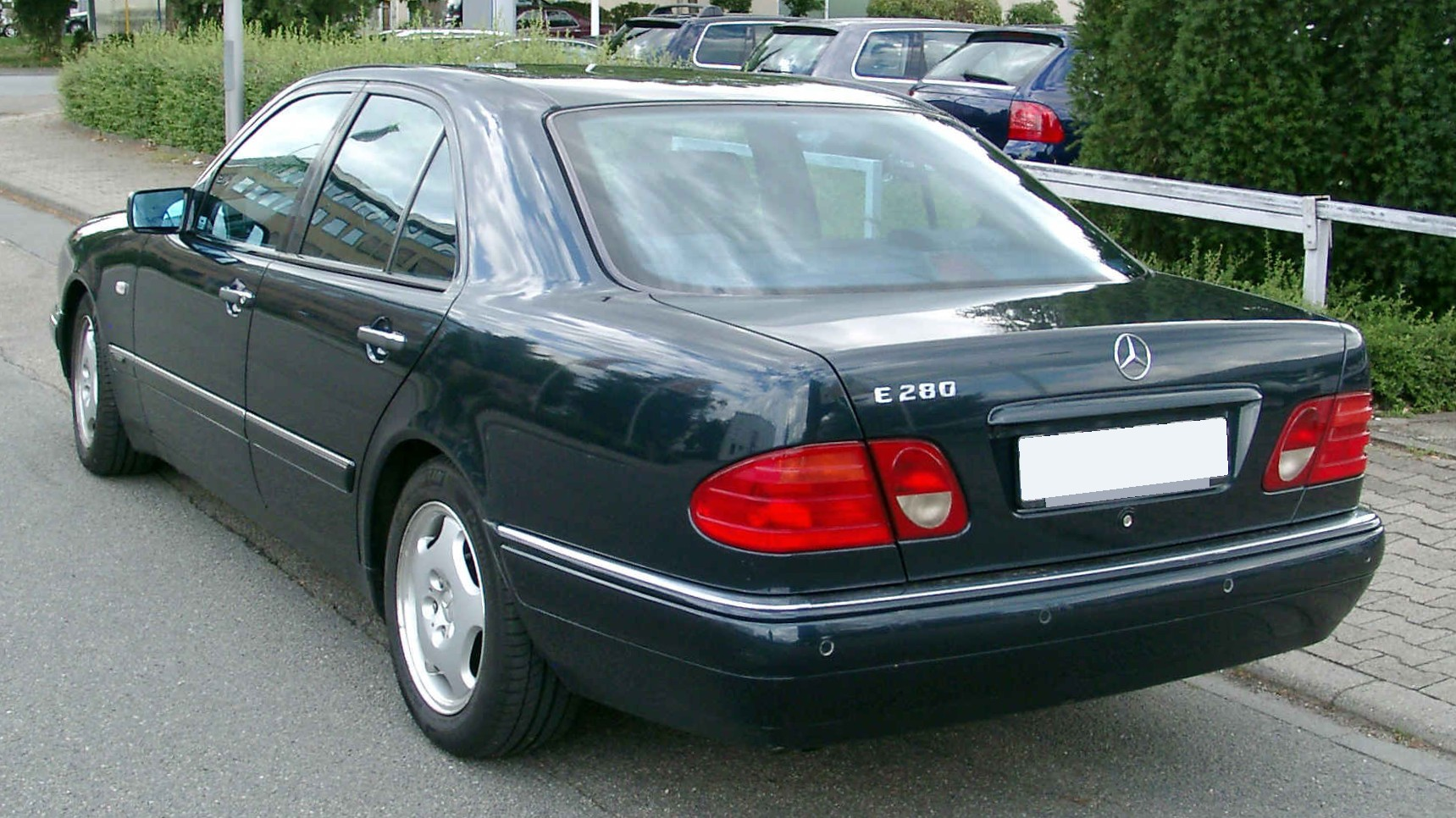
Heckansicht
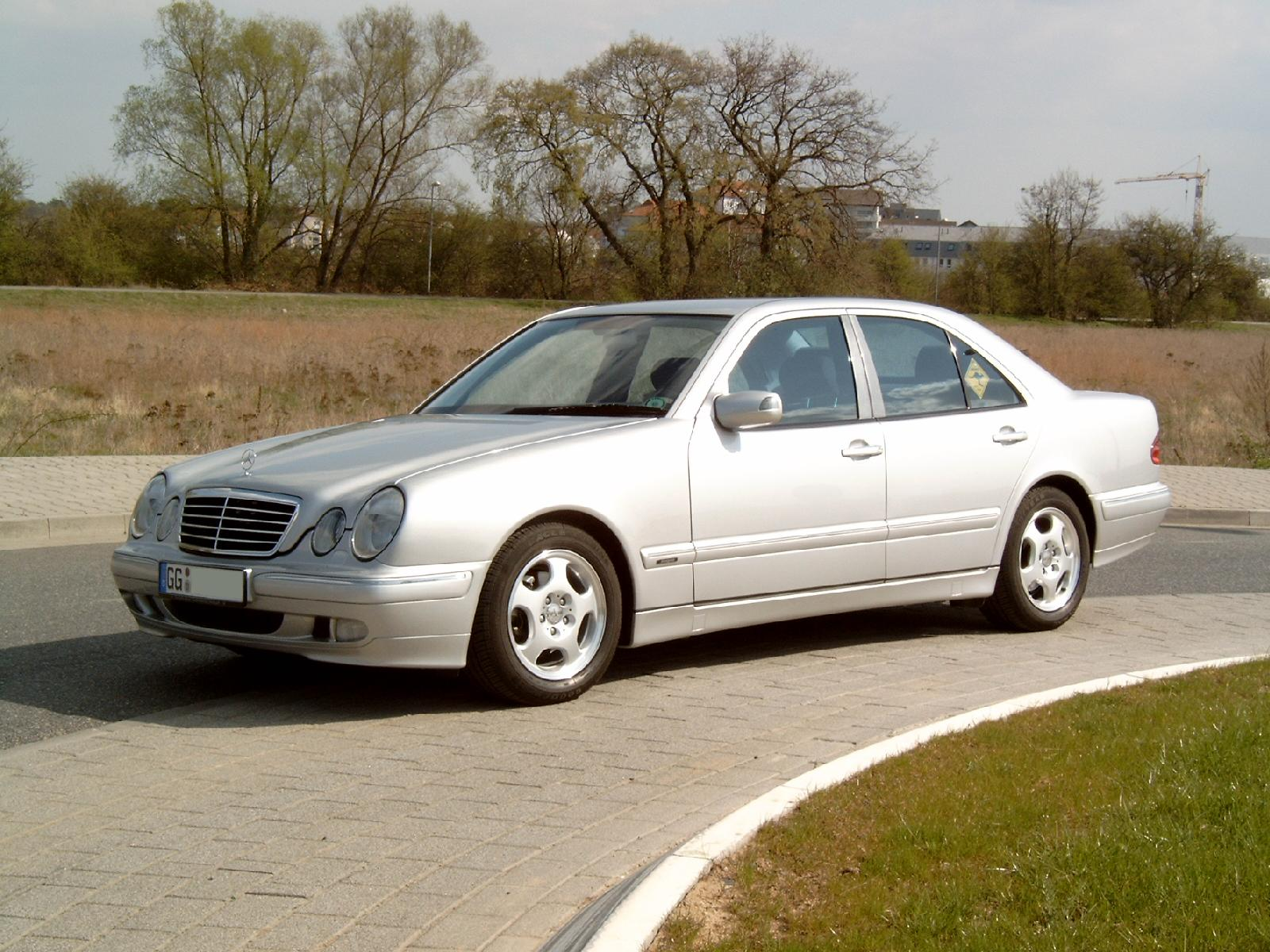
E 200 Kompressor Avantgarde (1999–2002)
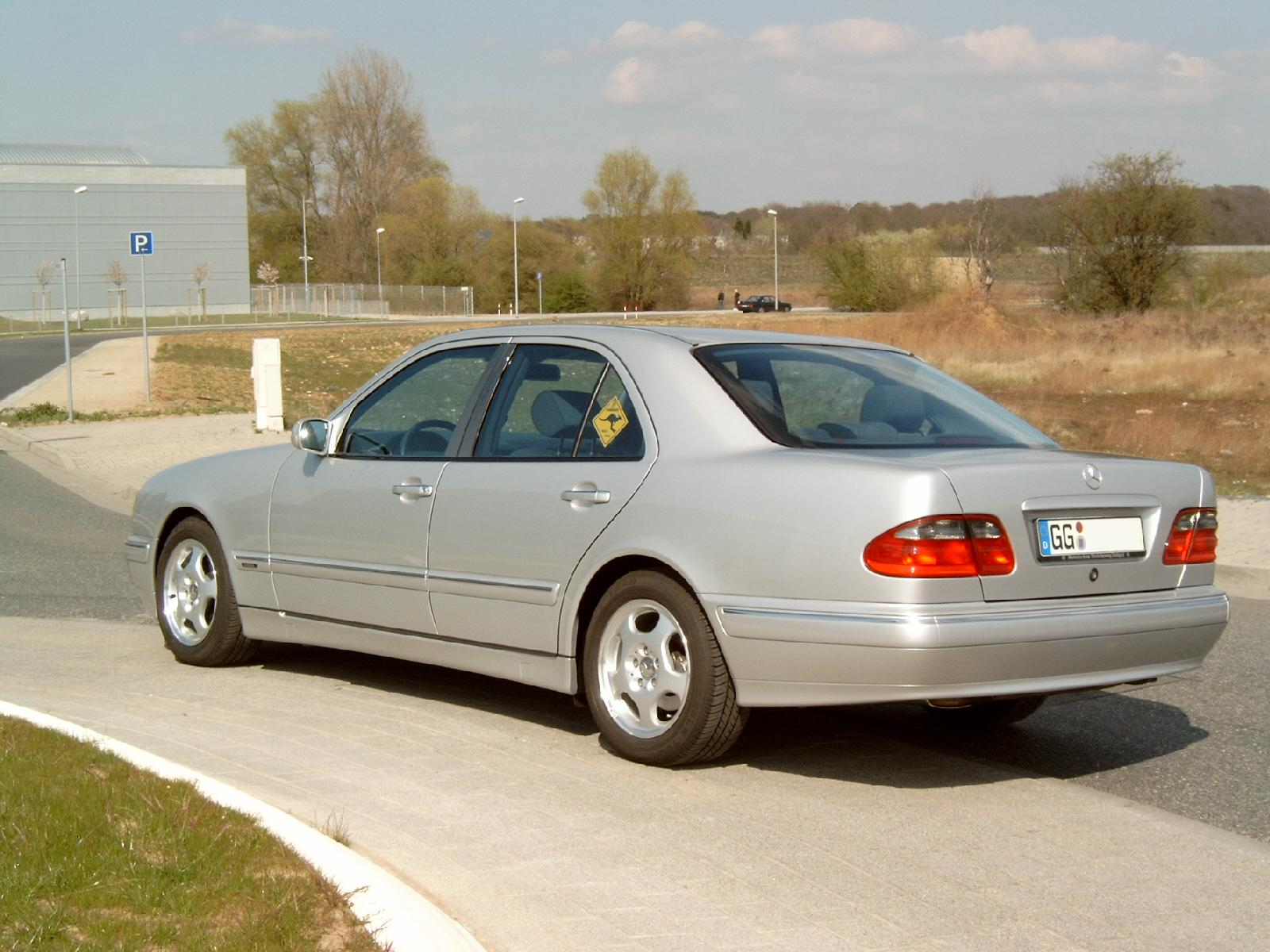
Heckansicht

### AMG

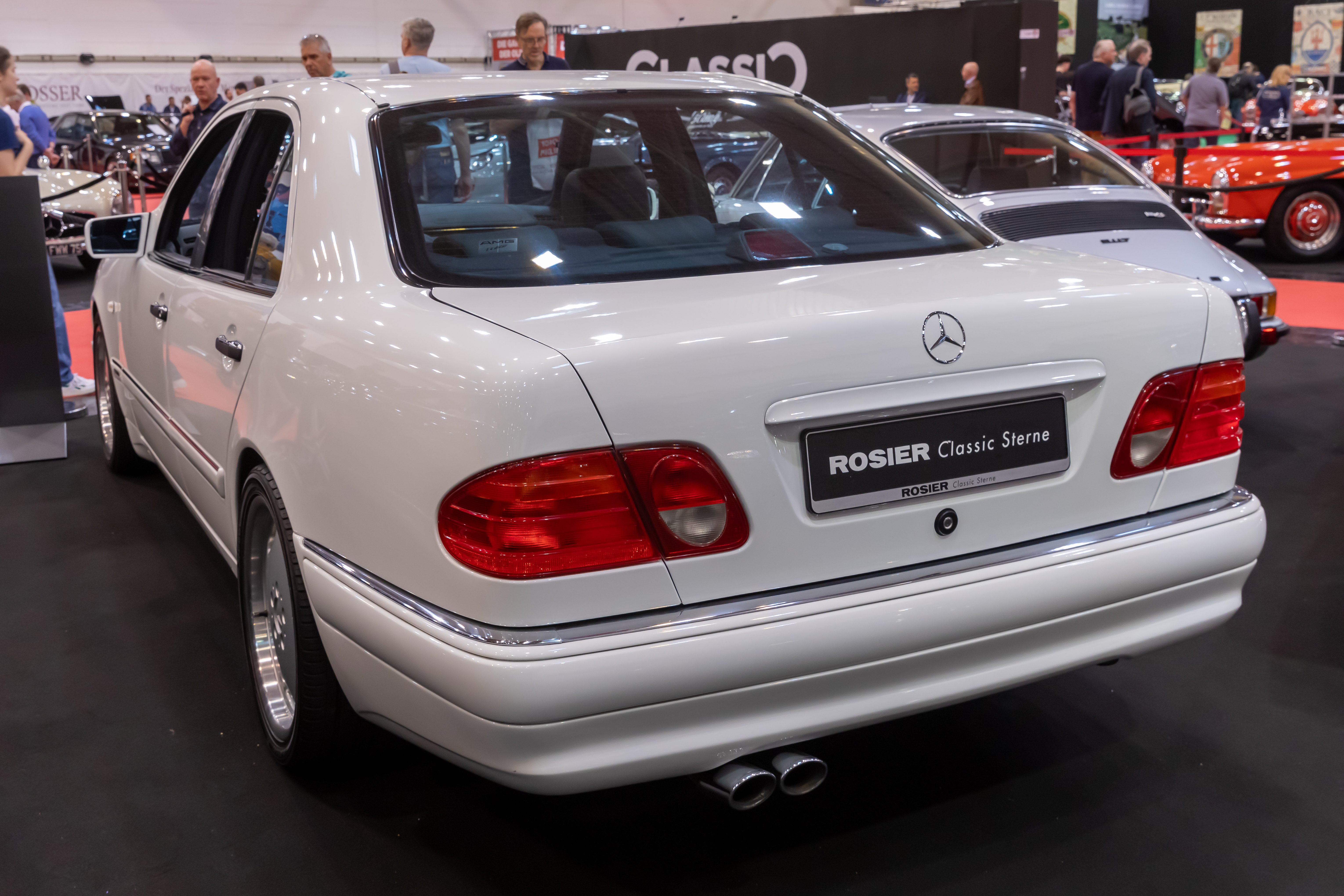
E 60 AMG (1996–1998)

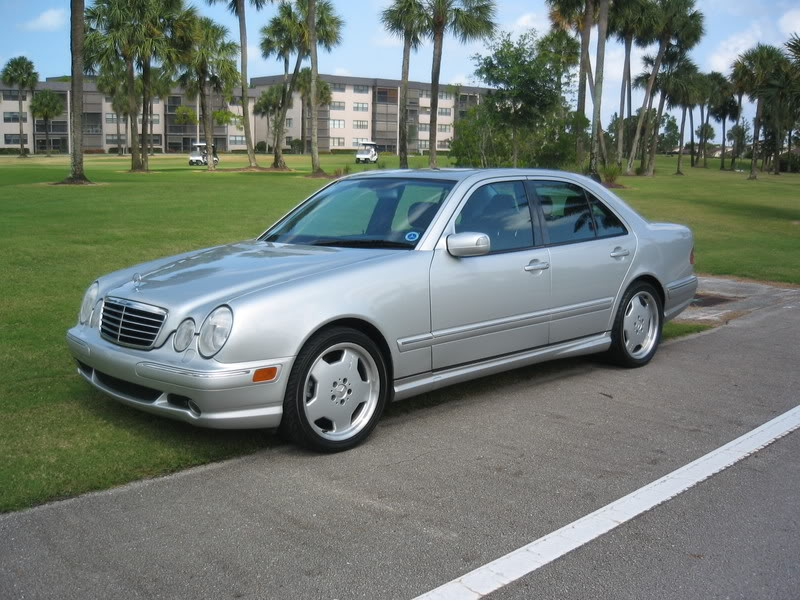
E 55 AMG' (1999–2002)

Die AMG-Modelle bauten auf der Design- und Ausstattungslinie Avantgarde auf. Alle AMG-Fahrzeuge erhielten AMG-Bauteile. Im Einzelnen waren dies Spoilerstoßstangen und Schwellerverkleidungen, Auspuffanlage, Sportfahrwerk, Leichtmetallräder im Format 8J x 18 ET31 (vorne) und 9J x 18 ET35 (hinten), Bereifung 235/40 R 18 (vorne) und 265/35 R 18 (hinten), beheizte Sportsitze mit Lederbezug und Memory-Funktion, Lenkrad, Wählhebel und ein modifiziertes Kombiinstrument.
Darüber hinaus ist bei allen AMG-Fahrzeugen die Serienausstattung aufgewertet. So gehören Antriebs-Schlupfregelung (später ESP), Armauflage mit Fach und Fondraumbelüftung, 100 Ah-Batterie, 5-Gang Automatikgetriebe mit Tempomat, Klimatisierungsautomatik, Kraftstoffbehälter mit größerem Inhalt, Lichtmaschine mit größerer Leistung, Parameterlenkung und Metallic-Lackierung zur Grundausstattung.
Im AMG-Stylingpaket wurden die Stoßstangen und Seitenschweller auch für die anderen Motoren angeboten. Ebenso erhältlich waren die 18″-Leichtmetallräder.

#### E 50 AMG
Die Baureihe 210 wurde ab Februar 1996 auch als E 50 AMG angeboten. Erstmals in der E-Klasse wurde mit dieser Variante ein AMG-Fahrzeug in die reguläre Preisliste aufgenommen. In der Preisliste vom 5. Februar 1996 wurde der E 50 AMG mit einem Grundpreis von 148.350 DM gelistet.

#### E 60 AMG und E 36 AMG

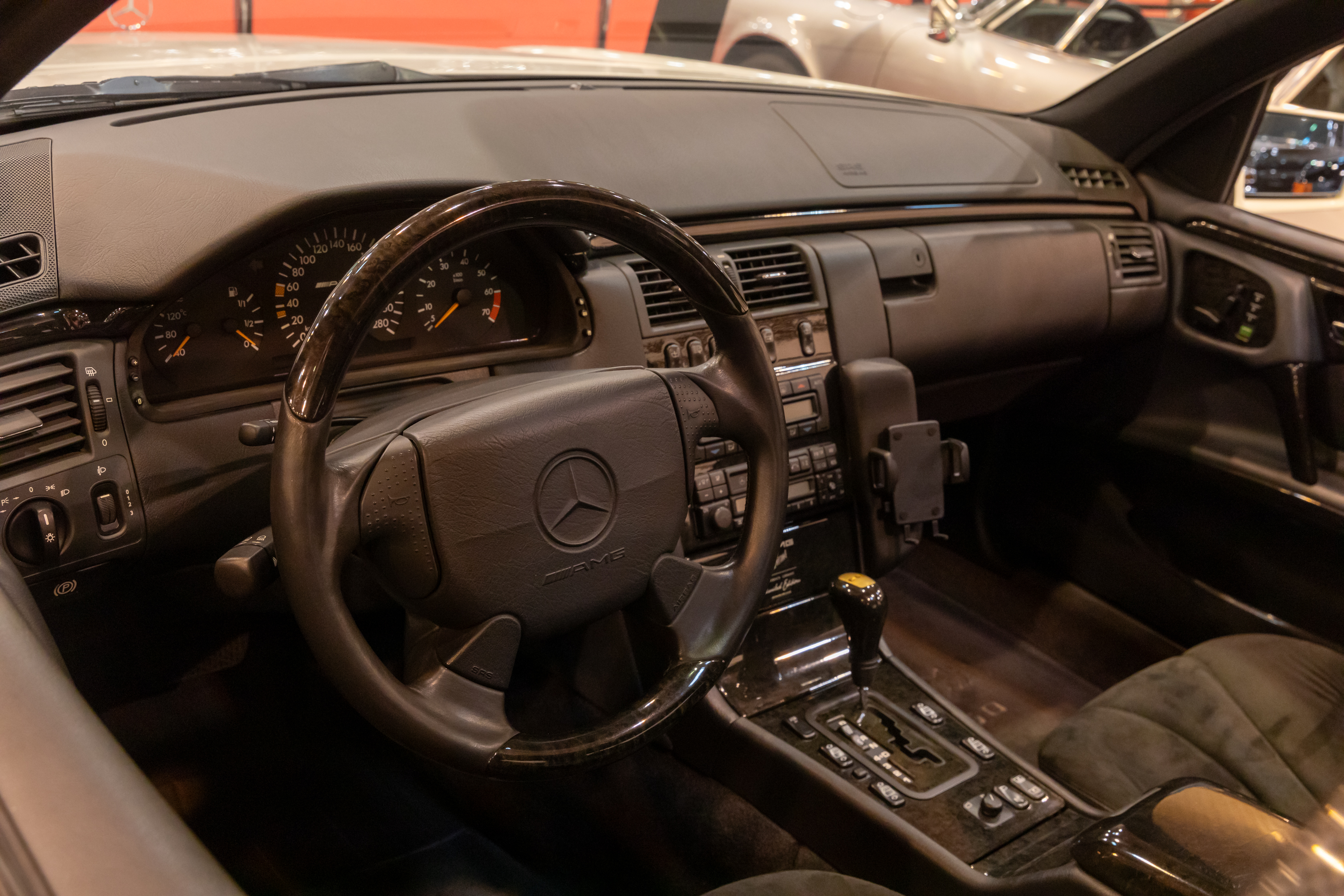
Cockpit eines E 60 AMG mit Sportlenkrad

Auch der schon im Vorgänger eingesetzte Sechsliter-V8 wurde wieder als E 60 AMG angeboten, allerdings nur auf besondere Anfrage bei AMG. Dieser wurde dann auf Basis des E 50 AMG bei AMG aufgebaut. Ebenso war der E 36 AMG auf Basis des E 280 (analog zur C-Klasse) erhältlich. Von beiden Varianten gab es nur geringe Stückzahlen. Vom E 60 AMG gab es auch Einzelstücke, die mit einem auf 6,3 l Hubraum vergrößerten Motor gebaut wurden.

#### E 55 AMG

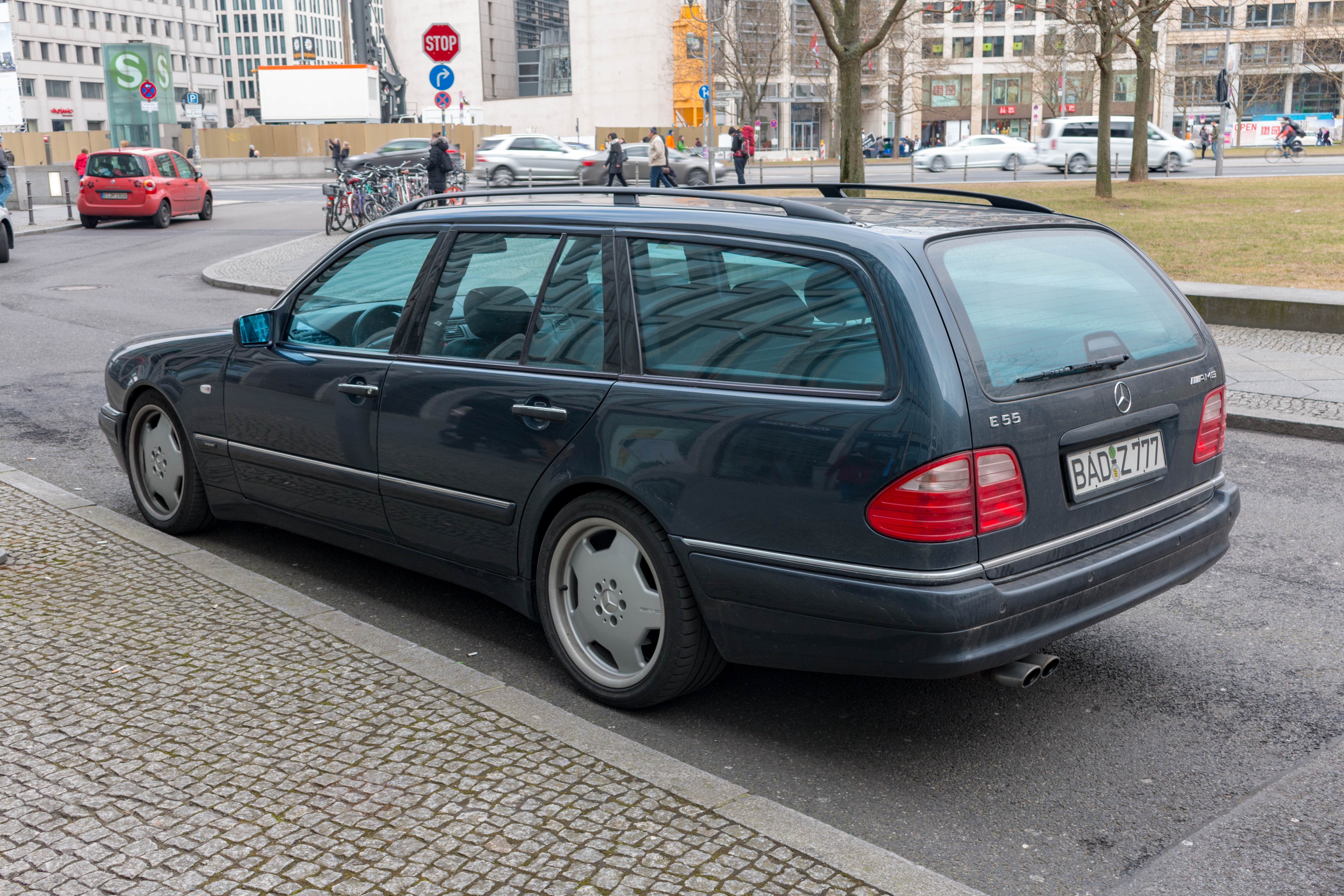
E 55 AMG T-Modell

1997 wurden die vorangegangenen Modelle vom neuen E 55 AMG ersetzt, der vom neuen V8-Typ M 113 E 55 angetrieben wurde. Offiziell wurde der E 55 AMG als Limousine und Kombi angeboten. In der Preisliste vom 29. Januar 2001 wird ein Kaufpreis von 152.233,98 DM angegeben. AMG stellte auf Anfrage sogar Fahrzeuge mit dem Allradantrieb 4MATIC her. Basisfahrzeug hierfür waren jeweils E 430 4MATIC.

### Tuning-Modelle
In der gesamten Bauzeit gab es zahlreiche Tuningfahrzeuge von Nobeltunern wie Brabus, Lorinser und Carlsson. Diese unterschieden sich in der Optik und den Motorleistungen von den Serienmodellen. Insbesondere der Brabus E V12 stellt mit seinem 7,3 Liter Zwölfzylindermotor einen radikalen Umbau dar.

## Antrieb
Für die Baureihe 210 gab es ein breites Angebot an Fahrzeugen mit Benzin- und Dieselantrieb. Kamen bei Produktionsbeginn noch aus anderen Baureihen bekannte Motorisierungen zum Einsatz, so wurden diese sukzessive durch modernere Typen ersetzt. Im späteren Produktionsverlauf kam der Allradantrieb 4MATIC hinzu.

### Benzinmotoren

#### Vierzylinder
M 111
Die Vierzylinder-Ottomotoren in der E-Klasse stammen alle aus der Baureihe M 111 und wurden bereits in der Vorgängerbaureihe verwendet. Die Typen E 200 und E 230 haben einen Zylinderkopf aus Leichtmetall und einen Motorblock aus Grauguss. Vier Ventile pro Zylinder werden per Steuerkette von zwei obenliegenden Nockenwellen gesteuert. Für den Einsatz in der Baureihe 210 wurde die Einspritzanlage der Motoren mit einer Heißfilm-Luftmassenmessung ausgestattet (HFM- anstelle KE-Jetronic). Beide Motoren bekamen außerdem eine während des Betriebs verstellbare Einlassnockenwelle. Bei dem kleineren Motor wurde die Form des Brennraumes geändert und beim größeren Motor der Hubraum aufgestockt. Im Jahr 1997 wurde der E 230 durch den kleinen Sechszylinder E 240 ersetzt. Die Produktion des größeren Vierzylinders wurde aber für einige Exportmärkte und die Verwendung in CKD-Bausätzen noch ein weiteres Jahr aufrechterhalten.
Für Exportmärkte mit hubraumbezogener Besteuerung wurde der E 200 Kompressor gefertigt. Er basiert auf dem auf der IAA 1995 vorgestellten Motor des C 230 Kompressor und hat wie dieser ein Rootsgebläse des Typs Eaton M62. Im ersten Modelljahr wurde dieser Motor mit einer Leistung von 132 kW (180 PS) angeboten. Später gab es zwei Leistungsstufen von 141 kW (192 PS; für Italien, Griechenland und Portugal) und 137 kW (186 PS; für sonstige Exportmärkte), die bis Mitte 2000 beibehalten wurden.
M 111 EVO
Ab diesem Zeitpunkt wurden alle Vierzylinder-Typen durch den E 200 Kompressor mit dem neuen Motor M 111 EVO ersetzt. Im Vergleich zu seinem Vorgänger wurden über 150 Bauteile geändert. Insbesondere wurde der Eaton-Kompressor des neuen Typs M 45 betreffs Ladegeräusch, Reibung und Gewicht verbessert. Weitere Modifikationen senkten den Verbrauch und die Abgasemissionen des Motors.

#### Sechszylinder
M 104
In den ersten beiden Produktionsjahren wurden die Modelle E 280 und E 320 mit dem M 104-Motor angeboten. Dieser Reihensechszylinder hat wie die Vierzylinder der E-Klasse einen Graugussmotorblock und einen Leichtmetallzylinderkopf. Ebenso hat er vier Ventile pro Zylinder, die von zwei über eine Steuerkette angetriebenen Nockenwellen angesteuert werden. Er hat eine zweistufige Phasenverstellung der Einlassnockenwelle. AMG fertigte auf Kundenwunsch den E 36 AMG, der wie bei der C-Klasse auf dem E 280 basiert. Dieser übernahm in seinen Grundzügen den M 104-Motor aus dem E 280, wurde jedoch grundlegend überarbeitet, hubraumerweitert und leistungsgesteigert.
M 112
Im Jahr 1997 erhielten diese Modelle den neuen M 112-Motor. Dieser 90°-V-Motor hat zwei Einlassventile und ein Auslassventil je Zylinder. Block und Zylinderköpfe sind aus Aluminium. Eine Nockenwelle je Zylinderbank steuert die Ventile über Kipphebel an. Die Dreiventilbauweise mit einem einzelnen Auslassventil ergibt eine kleinere Oberfläche des Auslasskanals, wodurch bei kaltem Motor das Abgas weniger Wärme an den Zylinderkopf verliert. Damit erreichen die Katalysatoren schneller eine optimale Betriebstemperatur. Jeder Zylinder ist mit zwei Zündkerzen ausgestattet, die zeitversetzt zünden und damit eine schnelle und gleichmäßigere Verbrennung ermöglichen. Durch diese Maßnahmen konnte der Kraftstoffverbrauch bei besserer Leistungsausbeute um bis zu 13 % gegenüber den bisherigen R6-Motoren gesenkt werden. Die damals strengsten Abgasnormen konnten unterboten werden. Der E 240 wurde als kleinste Variante des neuen Motorentyps angeboten. Im Jahr 2000 wurde der Hubraum dieses Typs von 2,4 auf 2,6 Liter angehoben, während die Bezeichnung gleich blieb.

#### Achtzylinder
M 119
Der im E 420 sowie im E 50 AMG und seinen Ausbaustufen verwendete M 119-Motor wurde bereits in der Vorgängerbaureihe 124 verwendet und hat Vierventil-Zylinderköpfe mit zwei kettengetriebenen obenliegenden Nockenwellen je Zylinderbank. Auch hier kam eine zweistufige Phasenverstellung der Einlass-Nockenwellen zum Einsatz. Alle AMG-Fahrzeuge mit dem Motor M 119 wurden auf Basis des E 420 gebaut.
M 113
Der Typ M 113 ist mit dem Sechszylinder M 112 technisch eng verwandt. Beide Motoren haben den gleichen Winkel von 90° zwischen den Zylinderbänken, gleiche Zylinderabstände von 106 mm und können damit auf den gleichen Produktionslinien hergestellt werden. Diese Baureihe kam im September 1997 als E 430 heraus, der den E 420 ersetzte. Die bisherigen AMG-Motoren erhielten mit dem E 55 AMG einen auf dem M 113 basierenden Nachfolger.

#### Technische Daten
| Modellbezeichnung | Baumuster    | Motor * (Code)              | Hubraum (cm³) | Zylinder     | Max. Leistung bei min−1 | Max. Drehmoment bei min−1 | Leergewicht (kg) | Höchstgeschwindigkeit (km/h) (2) | Beschleunigung 0–100 km/h (sek.) (2) | Verbrauch (l/100 km) (2) | Produktionszeitraum |
| Vierzylinder | Vierzylinder | Vierzylinder                | Vierzylinder  | Vierzylinder | Vierzylinder            | Vierzylinder              | Vierzylinder     | Vierzylinder                     | Vierzylinder                         | Vierzylinder             | Vierzylinder        |
| --- | ------------ | --------------------------- | ------------- | ------------ | ----------------------- | ------------------------- | ---------------- | -------------------------------- | ------------------------------------ | ------------------------ | ------------------- |
| E 200 | 210.035      | M 111 E 20 (111.942HFM)     | 1998          | R4           | 100 kW (136 PS)/5500    | 190/4000                  | 1440             | 205                              | 11,4                                 | 9,1                      | 05/95–05/96         |
| E 200 | 210.035      | M 111 E 20 (111.942HFM)     | 1998          | R4           | 100 kW (136 PS)/5500    | 190/ 3700–4500            | 1440             | 205                              | 11,4                                 | 9,1                      | 06/96–07/99         |
| E 200 | 210.035      | M 111 E 20 (111.942HFM)     | 1998          | R4           | 100 kW (136 PS)/5500    | 190/ 3700–4500            | 1510             | 209                              | 10,8                                 | 9,3                      | 07/99–06/00         |
| E 200 Kompressor (1) | 210.045      | M 111 E 20 ML (111.947ME)   | 1998          | R4           | 132 kW (180 PS)/5400    | 250/ 2500–4800            | 1495             | ?                                | ?                                    | ?                        | 06/95–07/96         |
| E 200 Kompressor (1) | 210.045      | M 111 E 20 ML (111.947ME)   | 1998          | R4           | 137 kW (186 PS)/5300    | 260/ 2500–4800            | 1510             | 231                              | 8,9                                  | 9,9                      | 08/97–07/99         |
| E 200 Kompressor (1) | 210.045      | M 111 E 20 ML (111.947ME)   | 1998          | R4           | 137 kW (186 PS)/5300    | 260/ 2500–4800            | 1580             | 232                              | 9,5                                  | 9,6                      | 07/99–06/00         |
| E 200 Kompressor (1) | 210.045      | M 111 E 20 ML (111.947ME)   | 1998          | R4           | 141 kW (192 PS)/5300    | 270/ 2500–4800            | 1510             | 231                              | 8,9                                  | 9,9                      | 08/97–07/99         |
| E 200 Kompressor (1) | 210.045      | M 111 E 20 ML (111.947ME)   | 1998          | R4           | 141 kW (192 PS)/5300    | 270/ 2500–4800            | 1580             | 232                              | 9,5                                  | 9,6                      | 07/99–06/00         |
| E 200 Kompressor | 210.048      | M 111 E 20 ML EVO (111.957) | 1998          | R4           | 120 kW (163 PS)/5300    | 230/ 2500–4800            | 1540             | 222                              | 9,7                                  | 8,9                      | 05/00–03/02         |
| E 230 | 210.037      | M 111 E 23 (111.970HFM)     | 2295          | R4           | 110 kW (150 PS)/5400    | 220/ 3700–4500            | 1450             | 215                              | 10,5                                 | 8,3                      | 05/95–06/98         |
| Sechszylinder |              |                             |               |              |                         |                           |                  |                                  |                                      |                          |                     |
| E 240 (3) | 210.061      | M 112 E 24 (112.911ME)      | 2398          | V6           | 125 kW (170 PS)/5900    | 225/ 3000–5000            | 1500             | 223                              | 9,6                                  | 10,3                     | 08/97–07/99         |
| E 240 (3) | 210.061      | M 112 E 24 (112.911ME)      | 2398          | V6           | 125 kW (170 PS)/5900    | 225/ 3000–5000            | 1580             | 224                              | 9,8                                  | 10,4                     | 07/99–05/00         |
| E 240 (3) | 210.062      | M 112 E 26 (112.914)        | 2597          | V6           | 125 kW (170 PS)/5500    | 240/4500                  | 1590             | 229                              | 9,3                                  | 10,8                     | 05/00–03/02         |
| E 280 | 210.053      | M 104 E 28 (104.945HFM)     | 2799          | R6           | 142 kW (193 PS)/5500    | 270/3750                  | 1570             | 230                              | 8,6                                  | 10,4                     | 12/95–03/97         |
| E 36 AMG | 210.053      | M 104 E 36 (104.945HFM)     | 3606          | R6           | 206 kW (280 PS)/5750    | 385/4000–4750             | 1610             | 250 (elektronisch abgeregelt)    | 6,7                                  | ?                        | 12/95–03/97         |
| E 280 | 210.063      | M 112 E 28 (112.921ME)      | 2799          | V6           | 150 kW (204 PS)/5700    | 270/ 3000–5000            | 1540             | 234                              | 8,5                                  | 10,6                     | 03/97–07/99         |
| E 280 | 210.063      | M 112 E 28 (112.921ME)      | 2799          | V6           | 150 kW (204 PS)/5700    | 270/ 3000–5000            | 1540             | 230                              | 8,9                                  | 10,8                     | 07/99–03/02         |
| E 280 4MATIC | 210.081      | M 112 E 28 (112.921ME)      | 2799          | V6           | 150 kW (204 PS)/5700    | 270/ 3000–5000            | 1650             | 223                              | 9,1                                  | 11                       | 02/97–07/99         |
| E 280 4MATIC | 210.081      | M 112 E 28 (112.921ME)      | 2799          | V6           | 150 kW (204 PS)/5700    | 270/ 3000–5000            | 1720             | 223                              | 9,4                                  | 11,2                     | 07/99–03/02         |
| E 320 | 210.055      | M 104 E 32 (104.995HFM)     | 3199          | R6           | 162 kW (220 PS)/5500    | 315/3850                  | 1600             | 235                              | 7,8                                  | 10,4                     | 05/95–03/97         |
| E 320 | 210.065      | M 112 E 32 (112.941ME)      | 3199          | V6           | 165 kW (224 PS)/5600    | 315/ 3000–4800            | 1580             | 238                              | 7,7                                  | 10,3                     | 03/97–07/99         |
| E 320 | 210.065      | M 112 E 32 (112.941ME)      | 3199          | V6           | 165 kW (224 PS)/5600    | 315/ 3000–4800            | 1630             | 238                              | 7,9                                  | 10,3                     | 07/99–03/02         |
| E 320 4MATIC | 210.082      | M 112 E 32 (112.941ME)      | 3199          | V6           | 165 kW (224 PS)/5600    | 315/ 3000–4800            | 1670             | 234                              | 8                                    | 11,1                     | 02/97–07/99         |
| E 320 4MATIC | 210.082      | M 112 E 32 (112.941ME)      | 3199          | V6           | 165 kW (224 PS)/5600    | 315/ 3000–4800            | 1720             | 234                              | 8,3                                  | 11,1                     | 07/99–03/02         |
| Achtzylinder |              |                             |               |              |                         |                           |                  |                                  |                                      |                          |                     |
| E 420 | 210.072      | M 119 E 42 (119.940)        | 4196          | V8           | 205 kW (279 PS)/5700    | 400/3900                  | 1615             | 250 (elektronisch abgeregelt)    | 7                                    | 10,6                     | 02/96–02/98         |
| E 50 AMG | 210.072      | mM 119 E 50 (119.985)       | 4973          | V8           | 255 kW (347 PS)/5750    | 480/ 3750–4250            | 1675             | 250 (elektronisch abgeregelt)    | 6,2                                  | 11,6                     | 01/96–08/97         |
| E 60 AMG | 210.072      | M 119 E 60 (119.985)        | 5956          | V8           | 280 kW (381 PS)/5500    | 580/3750                  | 1715             | 250 (elektronisch abgeregelt)    | 5,1                                  | ?                        | 96–98               |
| E 60 AMG 6.3 | 210.072      | M 119 E 60 (119.985)        | 6298          | V8           | 298 kW (405 PS)/5500    | 616/3600                  | 1715             | 250 (elektronisch abgeregelt)    | 5,0                                  | ?                        | 96–98               |
| E430 | 210.070      | M 113 E 43 (113.940ME)      | 4266          | V8           | 205 kW (279 PS)/5750    | 400/ 3000–4000            | 1650             | 250 (elektronisch abgeregelt)    | 6,6                                  | 11,3                     | 08/97–07/99         |
| E430 | 210.070      | M 113 E 43 (113.940ME)      | 4266          | V8           | 205 kW (279 PS)/5750    | 400/ 3000–4000            | 1680             | 250 (elektronisch abgeregelt)    | 6,6                                  | 10,8                     | 07/99–03/02         |
| E 430 4MATIC | 210.083      | M 113 E 43 (113.940ME)      | 4266          | V8           | 205 kW (279 PS)/5750    | 400/ 3000–4000            | 1770             | 250 (elektronisch abgeregelt)    | 6,8                                  | 12,3                     | 07/99–03/02         |
| E 55 AMG | 210.074      | M 113 E 55 (113.980ME)      | 5439          | V8           | 260 kW (354 PS)/5500    | 530/3000                  | 1710             | 250 (elektronisch abgeregelt)    | 5,7                                  | 12,1                     | 10/97–03/02         |
| E 55 AMG 4MATIC | 210.083      | M 113 E 55 (113.980ME)      | 5439          | V8           | 260 kW (354 PS)/5500    | 530/3000                  | 1800             | 250 (elektronisch abgeregelt)    | 5,8                                  | ?                        | 07/99–03/02         |
| * Die Bezeichnung Motor ist wie folgt verschlüsselt: M = Motor (Otto), Baureihe = 3-stellig, E = Saugrohreinspritzung, Hubraum = Deziliter (gerundet), ML = Kompressor, EVO = Evolution (1) nur in Griechenland, Italien, Portugal, Türkei, Bulgarien, Kroatien, Mazedonien, Ungarn erhältlich (2) Die Fahrleistungen sind mit dem serienmäßigen Getriebe angegeben (3) Für den Verkauf in Belgien wurde der E 240 in den Jahren 1997–2000 auf (120 kW/163 PS) gedrosselt |              |                             |               |              |                         |                           |                  |                                  |                                      |                          |                     |

| Modellbezeichnung | Baumuster    | Motor * (Code)              | Hubraum (cm³) | Zylinder     | Max. Leistung bei min−1 | Max. Drehmoment bei min−1 | Leergewicht (kg) | Höchstgeschwindigkeit (km/h) (2) | Beschleunigung 0–100 km/h (sek.) (2) | Verbrauch (l/100 km) (2) | Produktionszeitraum |
| Vierzylinder | Vierzylinder | Vierzylinder                | Vierzylinder  | Vierzylinder | Vierzylinder            | Vierzylinder              | Vierzylinder     | Vierzylinder                     | Vierzylinder                         | Vierzylinder             | Vierzylinder        |
| --- | ------------ | --------------------------- | ------------- | ------------ | ----------------------- | ------------------------- | ---------------- | -------------------------------- | ------------------------------------ | ------------------------ | ------------------- |
| E 200 T | 210.235      | M 111 E 20 (111.942HFM)     | 1998          | R4           | 100 kW (136 PS)/5500    | 190/3700–4500             | 1560             | 198                              | 12,2                                 | 9,4                      | 06/96–07/99         |
| E 200 T | 210.235      | M 111 E 20 (111.942HFM)     | 1998          | R4           | 100 kW (136 PS)/5500    | 190/3700–4500             | 1610             | 198                              | 11                                   | 9,6                      | 07/99–06/00         |
| E 200 Kompressor T (1) | 210.245      | M 111 E 20 ML (111.947ME)   | 1998          | R4           | 137 kW (186 PS)/5300    | 260/ 2500–4800            | 1620             | 225                              | 9,1                                  | 10                       | 08/97–07/99         |
| E 200 Kompressor T (1) | 210.245      | M 111 E 20 ML (111.947ME)   | 1998          | R4           | 137 kW (186 PS)/5300    | 260/ 2500–4800            | 1620             | 223                              | 9,9                                  | 10                       | 07/99–06/00         |
| E 200 Kompressor T (1) | 210.245      | M 111 E 20 ML (111.947ME)   | 1998          | R4           | 141 kW (192 PS)/5300    | 270/ 2500–4800            | 1620             | 225                              | 9,1                                  | 10                       | 08/97–07/99         |
| E 200 Kompressor T (1) | 210.245      | M 111 E 20 ML (111.947ME)   | 1998          | R4           | 141 kW (192 PS)/5300    | 270/ 2500–4800            | 1620             | 223                              | 9,9                                  | 10                       | 07/99–06/00         |
| E 200 Kompressor T | 210.248      | M 111 E 20 ML EVO (111.957) | 1998          | R4           | 120 kW (163 PS)/5300    | 230/ 2500–4800            | 1640             | 212                              | 10,1                                 | 9,3                      | 05/00–12/02         |
| E 230 T | 210.237      | M 111 E 23 (111.970HFM)     | 2295          | R4           | 110 kW (150 PS)/5400    | 220/ 3700–4500            | 1570             | 208                              | 11,2                                 | 9,5                      | 04/96–06/98         |
| Sechszylinder |              |                             |               |              |                         |                           |                  |                                  |                                      |                          |                     |
| E 240 T (3) | 210.261      | M 112 E 24 (112.911ME)      | 2398          | V6           | 125 kW (170 PS)/5900    | 225/ 3000–5000            | 1590             | 216                              | 10,5                                 | 10,7                     | 08/97–07/99         |
| E 240 T (3) | 210.261      | M 112 E 24 (112.911ME)      | 2398          | V6           | 125 kW (170 PS)/5900    | 225/ 3000–5000            | 1670             | 215                              | 10,7                                 | 11,2                     | 07/99–05/00         |
| E 240 T (3) | 210.262      | M 112 E 26 (112.914)        | 2597          | V6           | 125 kW (170 PS)/5500    | 240/4500                  | 1680             | 219                              | 9,5                                  | 11,8                     | 05/00–12/02         |
| E 280 T | 210.263      | M 112 E 28 (112.921ME)      | 2799          | V6           | 150 kW (204 PS)/5700    | 270/ 3000–5000            | 1700             | 225                              | 9,5                                  | 11,3                     | 07/99–06/00         |
| E 280 T | 210.263      | M 112 E 28 (112.921ME)      | 2799          | V6           | 150 kW (204 PS)/5700    | 270/ 3000–5000            | 1700             | 223                              | 9,2                                  | 11,5                     | 06/00–12/02         |
| E 280 4MATIC T | 210.281      | M 112 E 28 (112.921ME)      | 2799          | V6           | 150 kW (204 PS)/5700    | 270/ 3000–5000            | 1740             | 210                              | 9,9                                  | 11,2                     | 02/97–07/99         |
| E 280 4MATIC T | 210.281      | M 112 E 28 (112.921ME)      | 2799          | V6           | 150 kW (204 PS)/5700    | 270/ 3000–5000            | 1810             | 217                              | 10,2                                 | 11,5                     | 07/99–12/02         |
| E 320 T | 210.265      | M 112 E 32 (112.921ME)      | 3199          | V6           | 165 kW (224 PS)/5600    | 315/ 3000–4800            | 1670             | 230                              | 8,5                                  | 10,6                     | 02/97–07/99         |
| E 320 T | 210.265      | M 112 E 32 (112.921ME)      | 3199          | V6           | 165 kW (224 PS)/5600    | 315/ 3000–4800            | 1810             | 230                              | 8,7                                  | 10,6                     | 07/99–12/02         |
| E 320 4MATIC T | 210.282      | M 112 E 32 (112.921ME)      | 3199          | V6           | 165 kW (224 PS)/5600    | 315/ 3000–4800            | 1685             | 228                              | 8,8                                  | 11,3                     | 06/97–07/99         |
| E 320 4MATIC T | 210.282      | M 112 E 32 (112.921ME)      | 3199          | V6           | 165 kW (224 PS)/5600    | 315/ 3000–4800            | 1810             | 225                              | 9,2                                  | 11,5                     | 07/99–12/02         |
| Achtzylinder |              |                             |               |              |                         |                           |                  |                                  |                                      |                          |                     |
| E 420 T | 210.272      | M 119 E 42 (119.985)        | 4196          | V8           | 205 kW (279 PS)/5700    | 400/3900                  | 1740             | 245                              | 7                                    | 10,6                     | 04/96–09/97         |
| E 50 AMG T | 210.272      | M 119 E 50 (119.985)        | 4973          | V8           | 255 kW (347 PS)/5750    | 480/ 3750–4250            | 1775             | 250 (abgeregelt)                 | 6,2                                  | ?                        | 04/96–09/97         |
| E 60 AMG T | 210.272      | M 119 E 60 (119.985)        | 5956          | V8           | 280 kW (381 PS)/5500    | 580/3750                  | 1815             | 250 (abgeregelt)                 | 5,6                                  | ?                        | 96–98               |
| E 430 T | 210.270      | M 113 E 43 (113.940ME)      | 4266          | V8           | 205 kW (279 PS)/5750    | 400/ 3000–4000            | 1730             | 243                              | 6,9                                  | 12,1                     | 08/97–07/99         |
| E 430 T | 210.270      | M 113 E 43 (113.940ME)      | 4266          | V8           | 205 kW (279 PS)/5750    | 400/ 3000–4000            | 1770             | 243                              | 6,9                                  | 11,4                     | 07/99–12/02         |
| E 430 4MATIC T | 210.283      | M 113 E 43 (113.940ME)      | 4266          | V8           | 205 kW (279 PS)/5750    | 400/ 3000–4000            | 1860             | 243                              | 7,2                                  | 12,9                     | 07/99–12/02         |
| E 55 AMG T | 210.274      | M 113 E 55 (113.980ME)      | 5439          | V8           | 260 kW (354 PS)/5500    | 530/3000                  | 1810             | 250 (elektronisch abgeregelt)    | 5,9                                  | 12,1                     | 10/97–12/02         |
| E 55 AMG 4MATIC T | 210.283      | M 113 E 55 (113.980ME)      | 5439          | V8           | 260 kW (354 PS)/5500    | 530/3000                  | 1910             | 250 (elektronisch abgeregelt)    | 6,1                                  | 13,2                     | 07/99–12/02         |
| * Die Bezeichnung Motor ist wie folgt verschlüsselt: M = Motor (Otto), Baureihe = 3-stellig, E = Saugrohreinspritzung, Hubraum = Deziliter (gerundet), ML = Kompressor, EVO = Evolution (1) nur in Griechenland, Italien, Portugal, Türkei, Bulgarien, Kroatien, Mazedonien, Ungarn erhältlich (2) Die Fahrleistungen sind mit dem serienmäßigen Getriebe angegeben (3) Für den Verkauf in Belgien wurde der E 240 T in den Jahren 1997–2000 auf (120 kW/163 PS) gedrosselt |              |                             |               |              |                         |                           |                  |                                  |                                      |                          |                     |

### Dieselmotoren

#### Vierzylinder
OM 604
Mit der Baureihe OM 604 etablierte Mercedes-Benz bereits in der C-Klasse die Vierventil-Technik für Dieselmotoren. Der Einsatz von vier statt zwei Ventilen je Zylinder ermöglicht ein erhöhtes Drehmoment- und Leistungsangebot über einen deutlich erweiterten Drehzahlbereich. Gleichzeitig sank der Kraftstoffverbrauch bei Volllast um bis zu acht Prozent. Der OM 604 wurde zunächst nur im E 220 Diesel angeboten. Er war auch als leistungsreduziertes und auf Biodiesel optimiertes Taximodell erhältlich. Für den Export nach Portugal entwickelte man jedoch den E 200 Diesel, der von Juni 1996 bis Juli 1998 nur 688-mal gebaut wurde.
OM 611

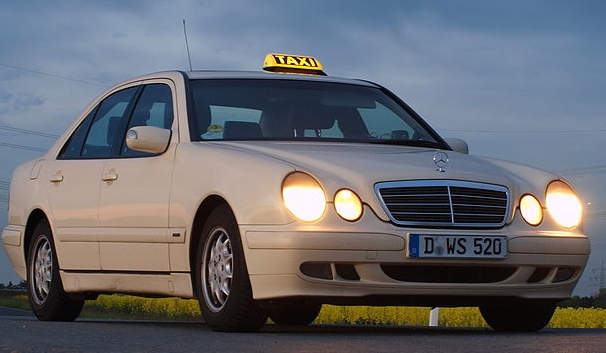
Mercedes W 210 als Taxi

Im Juni 1998 erschienen die neuen Modelle E 200 CDI und E 220 CDI. Unter deren Motorhaube arbeitet der OM 611, der erste Mercedes-Benz-Dieselmotor mit Common-Rail-Direkteinspritzung. Hierbei wird in einer gemeinsamen Leitung für alle Zylinder konstant der Einspritzdruck (bis zu 1350 bar) gespeichert. Magnetventile lassen den Kraftstoff dann über die Injektoren einspritzen. Der Vergleich mit dem E 220 Diesel ergibt 30 Prozent Mehrleistung und 50 Prozent mehr Drehmoment bei 10 Prozent weniger Verbrauch. Der Drehmomentzuwachs ist vor allem in den unteren Drehzahlbereichen spürbar. Das neue Modell ersetzte die Typen E 200 Diesel und E 220 Diesel, das seither nur noch als leistungsreduzierte Taxi-Variante erhältlich war. Mit der Modellpflege im August 1999 entfiel auch diese Variante. Die Motorisierungen E 200 CDI und E 220 CDI erhielten eine Überarbeitung, die deren Leistung steigerte und viele Detailverbesserungen mit sich brachte.

#### Fünfzylinder
OM 602

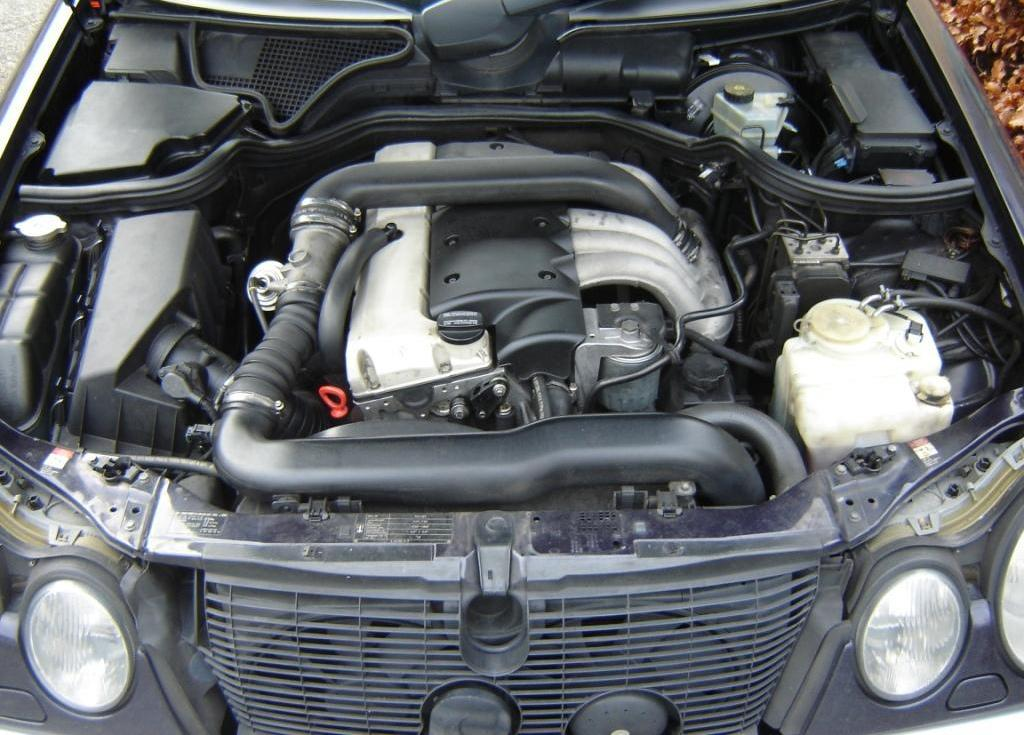
Motor des E 290 Turbodiesel

Eine Ausnahmestellung im Dieselmotorenprogramm nimmt der E 290 Turbodiesel ein. Basierend auf dem Motorentyp OM 602 wurde er von März 1996 bis zur großen Modellpflege verbaut und verfügt über Turboaufladung und Ladeluftkühlung. Er war der erste Mercedes-Pkw-Diesel mit Direkteinspritzung, allerdings noch ohne Common-Rail-System (CDI) und ohne die Vierventiltechnik. Trotz Piloteinspritzung und sehr zurückhaltender Leistungsauslegung hatte der Motor das typische laute Geräuschbild eines Direkteinspritzers der ersten Generation. Zur Minderung des Geräuschpegels war eine deutlich umfangreichere Dämmung als zuvor notwendig.
OM 605
Dieselmotoren der Baureihe OM 605 wurden in der E-Klasse nur in Griechenland, Italien, Portugal, Türkei, Bulgarien, Kroatien, Mazedonien und Ungarn angeboten. Vom Marktstart bis zur großen Modellpflege wurde der Typ E 250 Diesel gebaut. Er ist mit dem vierzylindrigen E 200 Diesel technisch eng verwandt und unterscheidet sich von ihm hauptsächlich durch einen weiteren Zylinder, während Bohrung, Hub und die Vierventiltechnik übereinstimmen.
Im September 1997 ergänzte der E 250 Turbodiesel das Motorenangebot für die ausländischen Märkte. Er basiert technisch auf dem E 250 Diesel. Der verbaute Turbolader steigert die Leistung des OM 605 von 83 kW (113 PS) auf 110 kW (150 PS).
OM 612
Alle Fünfzylinder-Dieselmotoren wurden bei der großen Modellpflege durch den E 270 CDI abgelöst. Analog zu der Vorgängerbaureihe basiert sein OM 612-Motor auf dem vierzylindrigen OM 611. Auch hier liegt der Hauptunterschied zum E 220 CDI in der Zylinderanzahl.

#### Sechszylinder
OM 606
Vom Produktionsbeginn bis März 1997 war der E 300 Diesel das hubraumstärkste Dieselmodell in der E-Klasse. Als Vertreter der Baureihe OM 606 ist er ein um ein bzw. zwei Zylinder verlängertes Derivat der Modelle E 200 Diesel und E 250 Diesel. Sein Vierventil-Saugdiesel mit Vorkammereinspritzung ist mit diesen Typen technisch eng verwandt. Nach Einstellung des E 300 Diesel markierte der E 300 Turbodiesel das Topmodell im Dieselmotoren-Angebot der Baureihe 210. Wie beim fünfzylindrigen Bruder sorgte der Turbolader hier für eine deutliche Leistungssteigerung von 100 kW (136 PS) auf 130 kW (177 PS).
OM 613

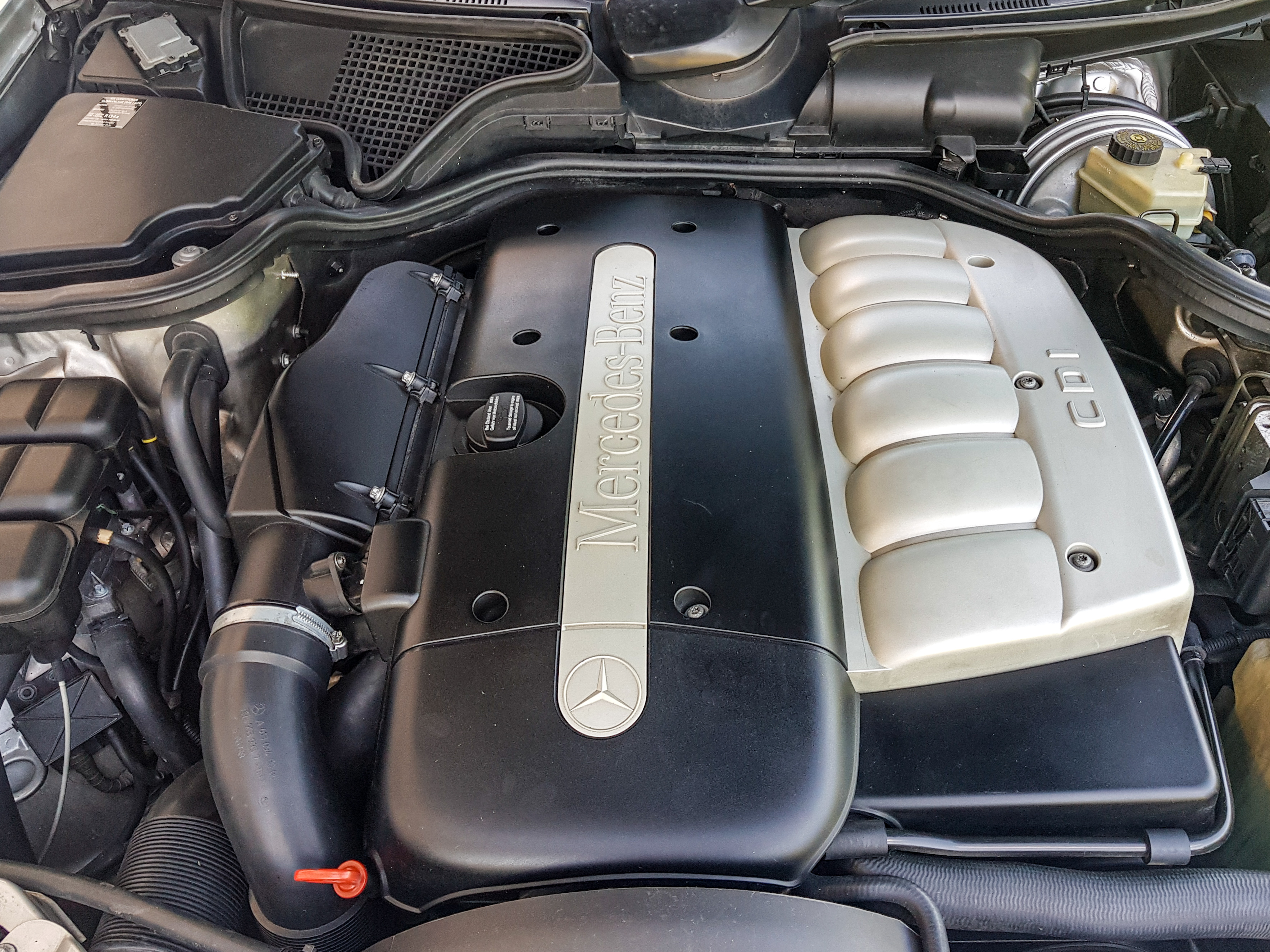
Motor OM 613 im E 320 CDI

Der E 320 CDI ersetzte die OM 606-Motoren bei der großen Modellpflege. Sein OM 613-Motor mit 145 kW (197 PS) Spitzenleistung ist den anderen CDI-Motoren aus technischer Sicht sehr ähnlich und bildet mit ihnen eine Motorenfamilie.

#### Technische Daten
| Modellbezeichnung | Baumuster    | Motor * (Code)                      | Hubraum (cm³) | Zylinder     | Max. Leistung bei min−1  | Max. Drehmoment bei min−1           | Leergewicht (kg) | Höchstgeschwindigkeit (km/h) (7) | Beschleunigung 0–100 km/h (sek.) (7) | Verbrauch (l/100 km) (7) | Produktionszeitraum |
| Vierzylinder | Vierzylinder | Vierzylinder                        | Vierzylinder  | Vierzylinder | Vierzylinder             | Vierzylinder                        | Vierzylinder     | Vierzylinder                     | Vierzylinder                         | Vierzylinder             | Vierzylinder        |
| --- | ------------ | ----------------------------------- | ------------- | ------------ | ------------------------ | ----------------------------------- | ---------------- | -------------------------------- | ------------------------------------ | ------------------------ | ------------------- |
| E 200 Diesel (1) | 210.003      | OM 604 D 20 (604.917)               | 1997          | R4           | 65 kW (88 PS)/5000       | 135/ 2000                           | 1460             | 177                              | 17,6                                 | 7,6                      | 06/96–07/98         |
| E 200 CDI | 210.007      | OM 611 DE 22 LA red. (611.961 red.) | 2151          | R4           | 75 kW (102 PS)/4200      | 235/ 1500–2600                      | 1540             | 187                              | 13,7                                 | 6,3                      | 06/98–06/99         |
| E 200 CDI | 210.007      | OM 611 DE 22 LA red. (611.961 red.) | 2148          | R4           | 85 kW (115 PS)/4200      | 250/ 1400–2600                      | 1590             | 199                              | 12,5                                 | 6,2                      | 07/99–03/02         |
| E 220 Diesel | 210.004      | OM 604 D 22 (604.912 EVE)           | 2155          | R4           | 70 kW (95 PS) (2)/5000   | 150/3100                            | 1460             | 180                              | 17                                   | 6,6                      | 05/95–07/98         |
| E 220 CDI | 210.006      | OM 611 DE 22 LA (611.961)           | 2151          | R4           | 92 kW (125 PS)/4200      | 300/ 1800–2600                      | 1540             | 200                              | 11,2                                 | 6,3                      | 06/98–06/99         |
| E 220 CDI | 210.006      | OM 611 DE 22 LA (611.961)           | 2148          | R4           | 105 kW (143 PS) (3)/4200 | 315/ 1800–2600                      | 1590             | 213                              | 10,4                                 | 6,2                      | 07/99–03/02         |
| Fünfzylinder |              |                                     |               |              |                          |                                     |                  |                                  |                                      |                          |                     |
| E 250 Diesel (4) | 210.010      | OM 605 D 25 (605.912 ERE)           | 2497          | R5           | 83 kW (113 PS)/5000      | 170/3200                            | 1510             | 193                              | 15,3                                 | 7                        | 06/95–06/98         |
| E 250 Turbodiesel (5) | 210.015      | OM 605 D 25 LA (605.962 ERE)        | 2497          | R5           | 110 kW (150 PS)/4400     | 280/ 1800–3600                      | 1560             | 206                              | 10,4                                 | 8                        | 04/97–07/99         |
| E 270 CDI | 210.016      | OM 612 DE 27 LA (612.961)           | 2685          | R5           | 125 kW (170 PS)/4200     | 370/ 1600–2800 (400/ 1800–2600) (6) | 1630             | 225                              | 9                                    | 6,9                      | 07/99–03/02         |
| E 290 Turbodiesel | 210.017      | OM 602 DE 29 LA (602.982 EVE)       | 2874          | R5           | 95 kW (129 PS)/4000      | 300/1800                            | 1540             | 195                              | 11,5                                 | 6,8                      | 02/96–06/99         |
| Sechszylinder |              |                                     |               |              |                          |                                     |                  |                                  |                                      |                          |                     |
| E 300 Diesel | 210.020      | OM 606 D 30 (606.912 ERE)           | 2996          | R6           | 100 kW (136 PS)/5000     | 210/2200                            | 1560             | 205                              | 12,9                                 | 7,4                      | 05/95–04/97         |
| E 300 Turbodiesel | 210.025      | OM 606 D 30 LA (606.962 ERE)        | 2996          | R6           | 130 kW (177 PS)/4400     | 330/ 1600–3600                      | 1630             | 220                              | 8,9                                  | 7,9                      | 04/97–06/99         |
| E 320 CDI | 210.026      | OM 613 DE 32 LA (613.961)           | 3222          | R6           | 145 kW (197 PS)/4200     | 470/ 1800–2600                      | 1660             | 230                              | 8,3                                  | 7,8                      | 07/99–03/02         |
| * Die Bezeichnung Motor ist wie folgt verschlüsselt: OM = Ölmotor (Diesel), Baureihe = 3-stellig, D und DE = Direkteinspritzung, Hubraum = Deziliter (gerundet), L = Ladeluftkühlung, A = Abgasturbolader, red. = reduzierte/r Leistung/Hubraum (1) nur in Portugal erhältlich (2) als gedrosselter, Biodiesel-verträgliche Taxi-Variante ab 1996 55 kW (75 PS) (3) Für den Verkauf in Belgien wurde der E 220 CDI in den Jahren 1999–2002 auf (100 kW/136 PS) gedrosselt (4) nur in Griechenland, Italien, Portugal, Türkei, Bulgarien, Kroatien, Mazedonien und Ungarn erhältlich (5) nur in Italien erhältlich (6) mit Automatikgetriebe (7) Die Fahrleistungen sind mit dem serienmäßigen Getriebe angegeben |              |                                     |               |              |                          |                                     |                  |                                  |                                      |                          |                     |

| Modellbezeichnung | Baumuster    | Motor * (Code)                | Hubraum (cm³) | Zylinder     | Max. Leistung bei min−1  | Max. Drehmoment bei min−1           | Leergewicht (kg) | Höchstgeschwindigkeit (km/h) (4) | Beschleunigung 0–100 km/h (sek.) (4) | Verbrauch (l/100 km) (4) | Produktionszeitraum |
| Vierzylinder | Vierzylinder | Vierzylinder                  | Vierzylinder  | Vierzylinder | Vierzylinder             | Vierzylinder                        | Vierzylinder     | Vierzylinder                     | Vierzylinder                         | Vierzylinder             | Vierzylinder        |
| --- | ------------ | ----------------------------- | ------------- | ------------ | ------------------------ | ----------------------------------- | ---------------- | -------------------------------- | ------------------------------------ | ------------------------ | ------------------- |
| E 220 CDI T | 210.206      | OM 611 DE 22 LA (611.961)     | 2151          | R4           | 92 kW (125 PS)/4200      | 300/ 1800–2600                      | 1650             | 193                              | 11,7                                 | 6,7                      | 06/98–06/99         |
| E 220 CDI T | 210.206      | OM 611 DE 22 LA (611.961)     | 2148          | R4           | 105 kW (143 PS) (1)/4200 | 315/ 1800–2600                      | 1690             | 205                              | 10,9                                 | 6,2                      | 07/99–12/02         |
| Fünfzylinder |              |                               |               |              |                          |                                     |                  |                                  |                                      |                          |                     |
| E 250 Diesel T (2) | 210.210      | OM 605 D 25 (605.912 ERE)     | 2497          | R5           | 83 kW (113 PS)/5000      | 170/3200                            | 1630             | 185                              | 16,2                                 | 8,6                      | 05/96–06/98         |
| E 250 Turbodiesel T (3) | 210.215      | OM 605 D 25 LA (605.962 ERE)  | 2497          | R5           | 110 kW (150 PS)/4400     | 280/ 1800–3600                      | 1680             | 203                              | 11,3                                 | 8,3                      | 09/97–06/99         |
| E 270 CDI T | 210.216      | OM 612 DE 27 LA (612.961)     | 2685          | R5           | 125 kW (170 PS)/4200     | 370/ 1600–2800 (400/ 1800–2600) (3) | 1730             | 213                              | 9,5                                  | 7,1                      | 07/99–12/02         |
| E 290 Turbodiesel T | 210.217      | OM 602 DE 29 LA (602.982 EVE) | 2874          | R5           | 95 kW (129 PS)/4000      | 300/1800                            | 1650             | 190                              | 12,2                                 | 7,2                      | 05/96–06/99         |
| Sechszylinder |              |                               |               |              |                          |                                     |                  |                                  |                                      |                          |                     |
| E 300 Turbodiesel T | 210.225      | OM 606 D 30 LA (606.962 ERE)  | 2996          | R6           | 130 kW (177 PS)/4400     | 330/ 1600–3600                      | 1730             | 215                              | 9,4                                  | 8,6                      | 04/97–06/99         |
| E 320 CDI T | 210.226      | OM 613 DE 32 LA (613.961)     | 3222          | R6           | 145 kW (197 PS)/4200     | 470/ 1800–2600                      | 1760             | 227                              | 8,8                                  | 7,9                      | 07/99–12/02         |
| * Die Bezeichnung Motor ist wie folgt verschlüsselt: OM = Ölmotor (Diesel), Baureihe = 3-stellig, D und DE = Direkteinspritzung, Hubraum = Deziliter (gerundet), L = Ladeluftkühlung, A = Abgasturbolader (1) Für den Verkauf in Belgien wurde der E 220 CDI T ab 1999 auf (100 kW/136 PS) gedrosselt (2) nur in Italien und Belgien sowie im Süden von Europa erhältlich (3) mit Automatikgetriebe (4) Die Fahrleistungen sind mit dem serienmäßigen Getriebe angegeben |              |                               |               |              |                          |                                     |                  |                                  |                                      |                          |                     |

### Allradantrieb

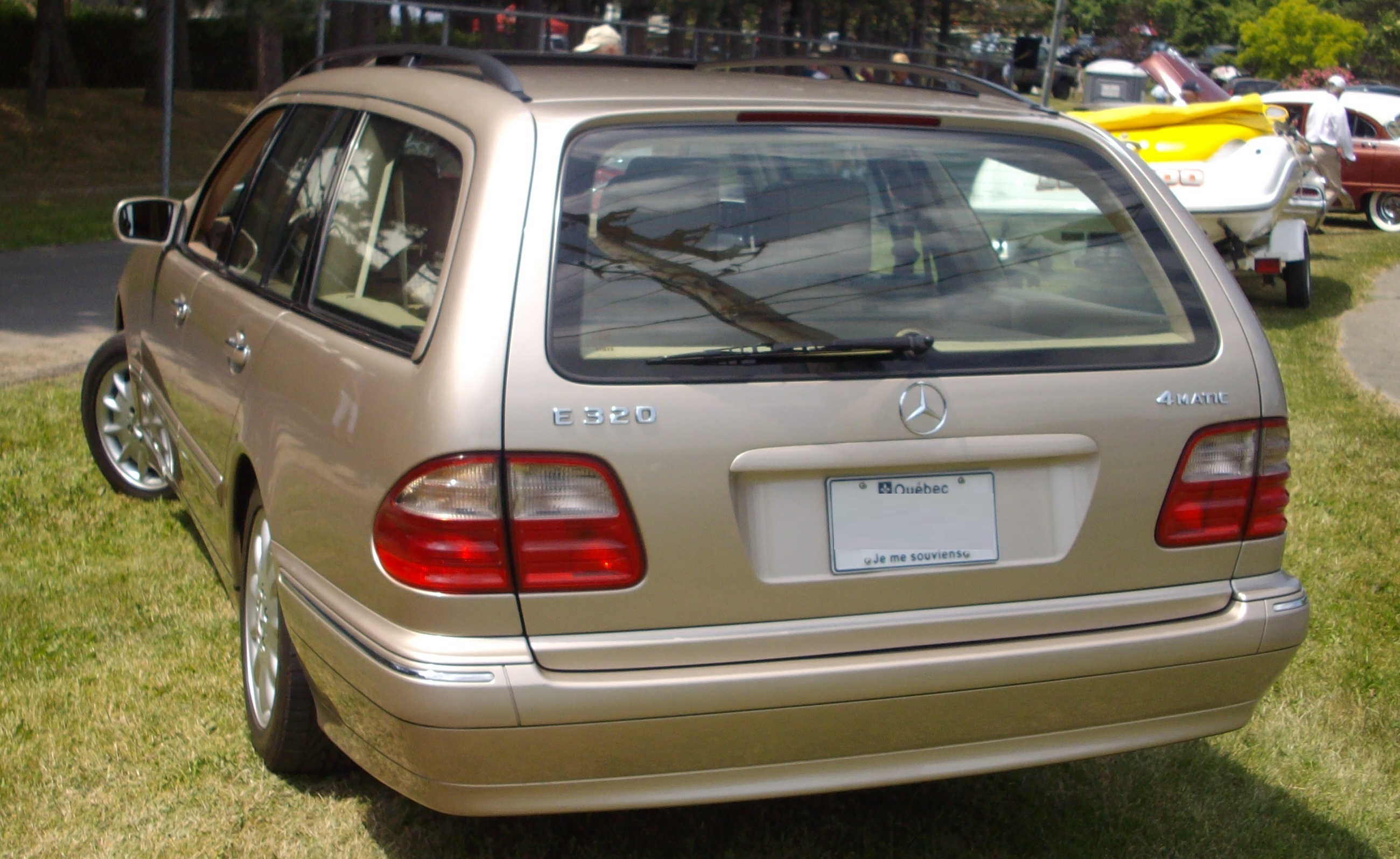
E 320 4MATIC T (1999–2003)

Wie beim Vorgängermodell war in der E-Klasse ab 1997 das Allradantriebssystem 4MATIC optional erhältlich. Im Vergleich zu dem System im Vorgänger wurde das Antriebskonzept grundlegend weiterentwickelt. Der permanente Allradantrieb wurde mit dem elektronischen Traktionssystem ETS kombiniert. Die herkömmlichen Differentialsperren des Vorgängers entfielen damit. Entwickelt und gebaut werden die neuen 4MATIC-Modelle in Zusammenarbeit mit der Steyr-Daimler-Puch Fahrzeugtechnik GmbH in Graz. Zunächst war der Allradantrieb im E 280 4MATIC erhältlich, später wurde das Angebot auf die Typen E 320 4MATIC und E 430 4MATIC ausgeweitet. AMG fertigte auf Basis des E 430 4MATIC eine Kleinserie des E 55 AMG 4MATIC. Der Allradantrieb wurde für Limousine und T-Modell gleichermaßen angeboten.

## Schwachstellen
Im Allgemeinen gelten die Fahrzeuge der Baureihe 210 als robust und technisch unauffällig. Trotzdem haben sich im Laufe der Jahre einige Schwachpunkte herausgestellt. Insbesondere massive Korrosionsschäden an der Karosserie haben dem Ruf dieser E-Klasse geschadet. Als hauptsächliche Ursache wird ein sich ausbreitendes Bakterium in der neu eingeführten Lackierung auf Wasserbasis angegeben (siehe Abschnitt Karosserie). Schon die Baureihe des Modell-Vorgängers (W 124) war betroffen. Nicht alle Fahrzeuge der 210er-Serie sind betroffen; Fahrzeuge, die nach turnusmäßiger neuer Befüllung der Lackieranlage lackiert wurden, sind oft überdurchschnittlich korrosionsresistent.

### Antrieb
Motoren
- Bei Benzinmotoren gibt es häufiger diese Probleme: unrunder Lauf (Luftmassenmesser), absterbende Motoren im Leerlauf (Leerlaufsteller), fehlender Durchzug (Kurbelwellen-Sensor). Öl-Undichtigkeiten an Nockenwellenverstellern (Magnete) führen langfristig zu zerstörtem Motor-Kabelbaum und Steuergerät.
- Bei den ersten Modellen mit CDI-Motoren traten wiederholt Probleme auf. Die Zylinderköpfe bekamen Haarrisse, was von Diagnosesystemen nicht erfasst wurde und nur gelegentlich durch Druckaufbau im Kühlsystem bemerkbar wurde. Erst bei fortgeschrittener Laufleistung (200.000 km) wurde das Problem offensichtlich und erforderte dann den Austausch des Zylinderkopfes. Weiter traten Probleme mit festgebackenen Diesel-Injektoren (durch Undichtigkeit) auf.
- Die Dichtungen der Lucas-Verteilereinspritzpumpe des E 220 Diesel (70 kW/95 PS) werden mit zunehmendem Alter häufig hart und in Folge undicht. Ein Austausch der gesamten Einspritzpumpe ist sehr teuer, ein Wechsel der betroffenen Dichtungen ist möglich.
- Die Steuerkette des M 119-Motors E 420 und E 50 AMG gilt als anfällig und kann vor allem bei hohen Laufleistungen für Probleme sorgen – bis hin zum Kettenriss.[14]
- Bei den Sechszylindern zeigt sich bei hoher Laufleistung meist ab ca. 170.000 km an den Zylinderkopfhaubendichtungen Ölverlust.[15] Das austretende Öl tropft auf den Auspuff, verbrennt dort und verursacht einen unangenehmen Geruch.

Getriebe
- Die Automatikgetriebe (ATG) sind wartungsbedürftig, wenn eine lange Lebensdauer angestrebt wird. Man berichtet von Schaltrucken und Schaltproblemen, die aber häufig durch Getriebeölwechsel zu beseitigen sind. Der Hersteller hat daher trotz einer vormals propagierten Lebensdauerbefüllung der Automatikgetriebe (kein Wechsel des ATFs notwendig) zurückgeändert auf einen einmaligen Wechsel des Getriebeöls nach 60.000 km. In jüngster Zeit wird am Markt von einigen Servicebetrieben für die Pflege des ATG auch eine Spülung und anschließende Neubefüllung angeboten. Diese beseitigt das vorherige Problem, da beim reinen Ablassen und Neubefüllen des Getriebeöls (ATF) modellabhängig nicht die gesamte Ölmenge ausgetauscht wird.
- Der Zentralstecker des ATG kann an einer Dichtung undicht werden, es zieht dann ATF durch die Kabel bis ins Steuergerät des Automatikgetriebes, das dann ausgetauscht werden muss.

### Fahrzeugelektrik
- Bei den ersten Fahrzeugen (ohne Xenon-Scheinwerfer) gibt es Probleme mit häufig durchbrennenden Leuchtmitteln. Die Lichtausbeute schwächt sich mit zunehmendem Alter ab, Ursache sind häufig vergilbte und verkratzte Kunststoffstreuscheiben.
- Die ABS- und ESP-Warnanzeige wurde häufig beanstandet, auch wurden die Lichtmaschinen ausgetauscht, diese jedoch meist vor Ablauf der Garantiezeit.
- Der Bremslichtschalter erleidet bei vielen Fahrzeugen einen Defekt und löst dann eine Warnmeldung „BAS/ASR“ oder die Kontrollleuchten „ABS“ und „ESP“ aus.
- Ab Modelljahr 2000 treten mit zunehmendem Fahrzeugalter vermehrt so genannte Pixelfehler im Kombiinstrument auf (Uhr, Außentemperaturanzeige), die das Ablesen stark erschweren oder teilweise unmöglich machen, da oft mehrere Segmente der digitalen Anzeigen ausfallen. Mercedes-Benz sieht als Abhilfe hierfür den kostspieligen Austausch des kompletten Kombiinstruments vor. Es haben sich inzwischen jedoch auch Dienstleister etabliert, die eine preisgünstigere Reparatur anbieten. Ebenso sind im Internet Anleitungen zu finden, anhand derer diese Reparatur auch selbst durchgeführt werden kann.

### Karosserie
In allen Baujahren treten massive Rostprobleme auf. Oft waren schon junge Fahrzeuge betroffen, jedoch gibt es Ausnahmefahrzeuge aus bestimmten kleinen Zeitfenstern der Produktion, die nicht betroffen sind. Ein oft behaupteter ursächlicher Zusammenhang mit den Nutzungs- und Unterbringungsbedingungen des Fahrzeugs (salzreiches Gebiet; unbelüftete Garage etc.) ist über das normale, auch jedes andere Fahrzeug betreffende erhöhte Risiko hinaus bei dieser Baureihe nicht wissenschaftlich nachgewiesen.
Bei der Rostproblematik der Baureihe 210 handelt es sich um einen werkstoffbedingten Konstruktionsfehler, für den die kathodische Tauchlackierung zusammen mit einem veränderten Blechbeschnitt mit schlechterer Entgratung bei der Fertigung verantwortlich ist. Hauptursache ist jedoch die Lackierung selbst, die im Jahr 1993 auf wasserbasierte Lacke umgestellt wurde, weshalb auch die letzten Baujahre der Modellreihe 124 betroffen sein können. Der gesamte Lackaufbau inklusive Füller ist bei diesen Fahrzeugen wasserbasiert, Hauptursache für die Korrosionsproblematik sind bakteriell verunreinigte Tauchbäder. Schon kurz nach der Umstellung im Jahr 1993 wurden Lackierschäden bei der Vorgängerbaureihe festgestellt.
Ab Ende 1997 führte man im Werk Sindelfingen erstmals mikrobiologische Untersuchungen durch und stellte fest, dass neben der Existenz von Bakterien des stoffwechselnden Stammes Burkholderia cepacia und bedingt durch deren Ausscheidungen ein schneller pH-Anstieg des Lackmaterials von pH 5,9 auf 6,3 zu verzeichnen war. Einhergehend mit dem Verbrauch der Neutralisationsmittel Acetat und L-Lactat entstanden so Oberflächenstörungen wie Krater oder Blasen, Abblättern des Lacks, schlechter Lackumgriff um Blechschnittkanten, Bildung von Lackschlamm, Schichtdickenanstieg und ein geringerer Schichtwiderstand. Zudem vernetzt der Lack beim Einbrennvorgang nicht mehr richtig. Diese Problematik trat allerdings erst ungefähr ab der dritten Woche nach Neubefüllung der Anlage mit Lack auf, wodurch erklärt werden kann, dass nicht die gesamte Baureihe betroffen ist, sondern dass es kleine Serien von Ausnahmefahrzeugen gibt, die keinen Rostbefall aufweisen.
Eine Untersuchung des Fahrzeugs auf Korrosion im Rahmen der regelmäßigen Inspektion durch den Hersteller muss separat beauftragt und vergütet werden, was viele Fahrzeughalter überrascht. Dies sowie die stellenweise fehlende werksseitige Wachskonservierung, beispielsweise am Unterboden, waren aber bei verschiedenen Herstellern in diesen Produktionsjahren gegeben.
Von Korrosion betroffen können bei dieser Baureihe alle Karosserieteile sein. Besonders häufig betroffen sind zum Beispiel:
- Türkanten unter den Dichtungsgummis[18]
- Batteriefach unter der Rücksitzbank
- Federbeindom und obere Stoßdämpferaufnahme an der Vorderachse[19]
- Vorderachsträger, Hinterachsträger, teilweise unter Verkleidungen nicht sichtbar[20]
- Blechkanten an der Motorhaube, auch im Bereich des Kühlers und des Mercedes-Sterns
- Heckklappe (Scharniertaschen, am Heckfensterrand und um das dritte Bremslicht herum) beim Kombi
- Heckklappe zwischen Nummernschild und Griff zum Klappenöffnen herum
- Blech um das Kofferraumschloss[21] (Limousine) sowie Heckklappengriff (Kombi)
- flächiger Rostbefall im Unterbodenbereich und Kantenunterrostungen[22]
- Halterungen und Blechkanten unter den Innenkotflügeln vorn und hinten, ohne Demontage nicht sichtbar
- Halterungen der Stoßstange, ohne Demontage jedoch nicht sichtbar
- Schweller, ohne Endoskop nicht sichtbar
- Beide Kotflügel vorn unter den Scheinwerfern, Fuge zu Stoßfänger vorn

Es kam selbst zu Unterrostungen (Blasenbildung) beispielsweise mittig der Motorhaube, mittig der Türen und mittig des Daches.

## Kritik
Das Rostproblem wurde etwa seit dem Jahr 2000 durch die Motorpresse aufgegriffen und betrifft alle Modelle. Der Hersteller gewährte bei Fahrzeugen, abhängig von deren Gesamtzustand und bereits durchgeführten früheren Kulanzarbeiten, Kulanz bei der Beseitigung von Rostschäden, dies allerdings nur bis zum 8. (bei einigen Komponenten bis zum 10.) Laufjahr erst nach massivem Druck der Medien ab 2001. Fahrzeugbesitzer, die ihre Fahrzeuge scheckheftgepflegt hatten, erhielten auf Kulanz teilweise oder vollständig kostenlose Rostbeseitigung.
Eine langfristige Lösung des Problems ergab sich daraus nicht. Ein Versuch, die 30-jährige „Durchrostungsgarantie (von innen nach außen)“ für ab dem 24. Oktober 1998 verkaufte Fahrzeuge einzuklagen, wurde vom Bundesgerichtshof am 12. Dezember 2007 mit der Begründung nicht von Vertragswerkstätten ausgeführter Inspektionen abgewiesen (Aktenzeichen VIII ZR 187/06). Das Oberlandesgericht Stuttgart führte zudem mit gleicher Begründung in einem Urteil vom 14. Oktober 2008 aus, „Durchrostung von innen nach außen“ im Sinne dieser Garantie könne wegen der fehlenden Wartungsdienste in Vertragswerkstätten nicht geltend gemacht werden (Aktenzeichen 1 U 74/08).
Beim Thüringer Oberlandesgericht war dagegen eine Klage auf Haftung für Rostmängel an einem Mercedes-Benz Vito im Rahmen der 30-jährigen MobiloLife-Garantie für Pkw aus dem Jahr 2000 am 23. Mai 2011 erfolgreich: „Die Geltendmachung von Garantieansprüchen scheitert auch nicht an der fehlenden Wahrnehmung von Wartungsarbeiten in Vertragswerkstätten der Beklagten. Der Sachverständige definiert den Begriff ‚Durchrostungen von innen nach außen‘ als solche Korrosionsprozesse, bei denen ohne eine mechanische Beschädigung der Lackierung (Korrosionsschutz) das Blech zu rosten beginnt“. Die Revision wurde nicht zugelassen (Aktenzeichen 9 U 100/10).